# Jaguar XJ
Jaguar XJ — спортивний 4-дверний люкс-седан, який виробляється фірмою Jaguar Cars з 1968 року, зазнавши вагомі оновлення платформи в 1986, 2003 і 2009 роках. Вважається флагманською моделлю фірми і наразі єдина модель компанії, яку найдовший час випускають під одним іменем. З 1969 по 1997 рік існували дві дорожчі версії моделі, які виготовляла фірма Daimler під назвами Daimler Sovereign і Daimler Double-Six. Також до 2009 року всі Ягуари XJ мали єдине базове 4-фарне облицювання передньої частини.

## Історія моделі

### Mark I (Серія 1, 2 і 3)

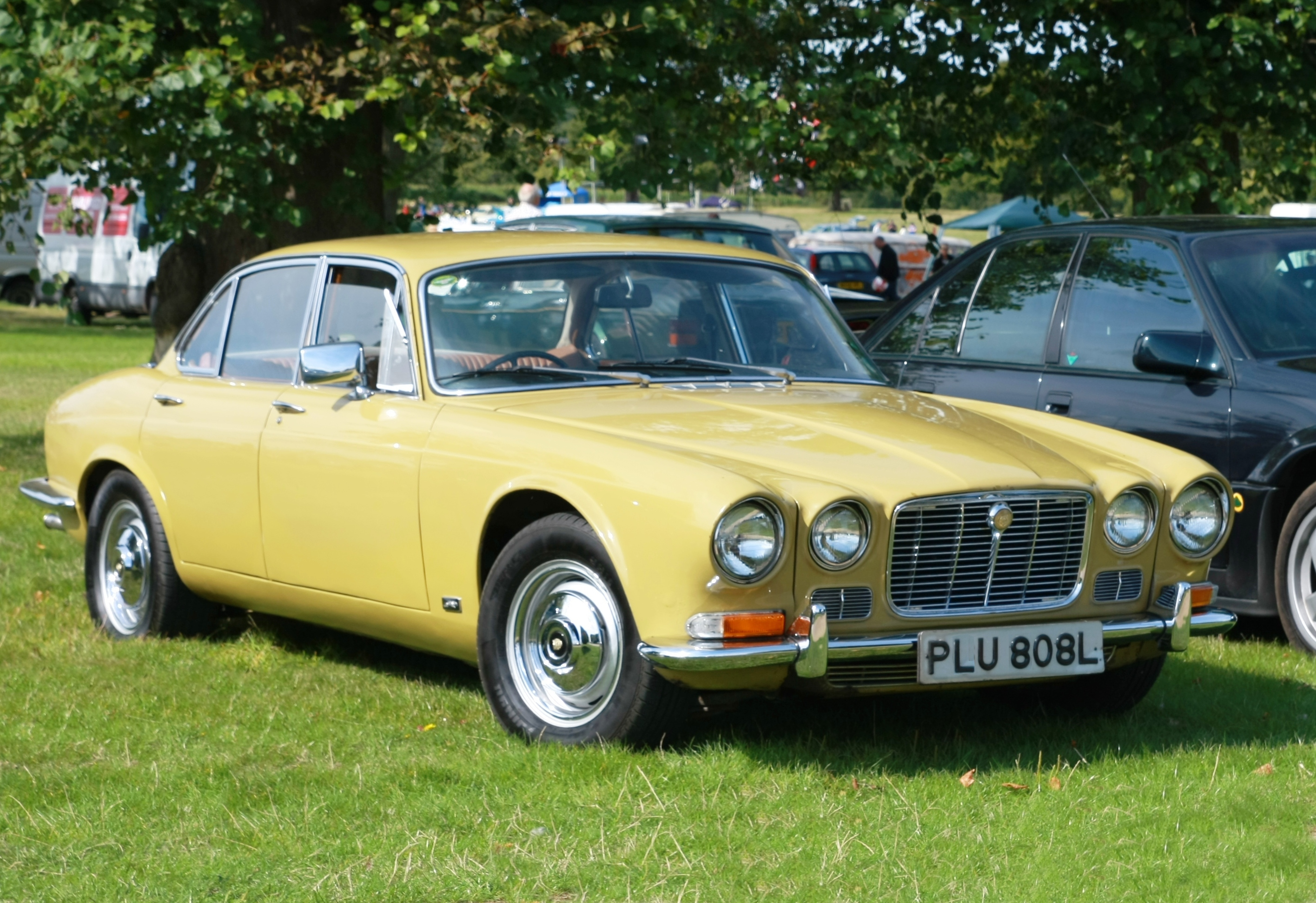
XJ6 Series I

Перший седан з позначенням Jaguar XJ з'явився на світ в 1968 році, замінивши собою відразу чотири окремі серії седанів цієї марки. Перше покоління моделі протрималось на конвеєрі 24 роки, зазнавши два серйозних рестайлінги за цей час.

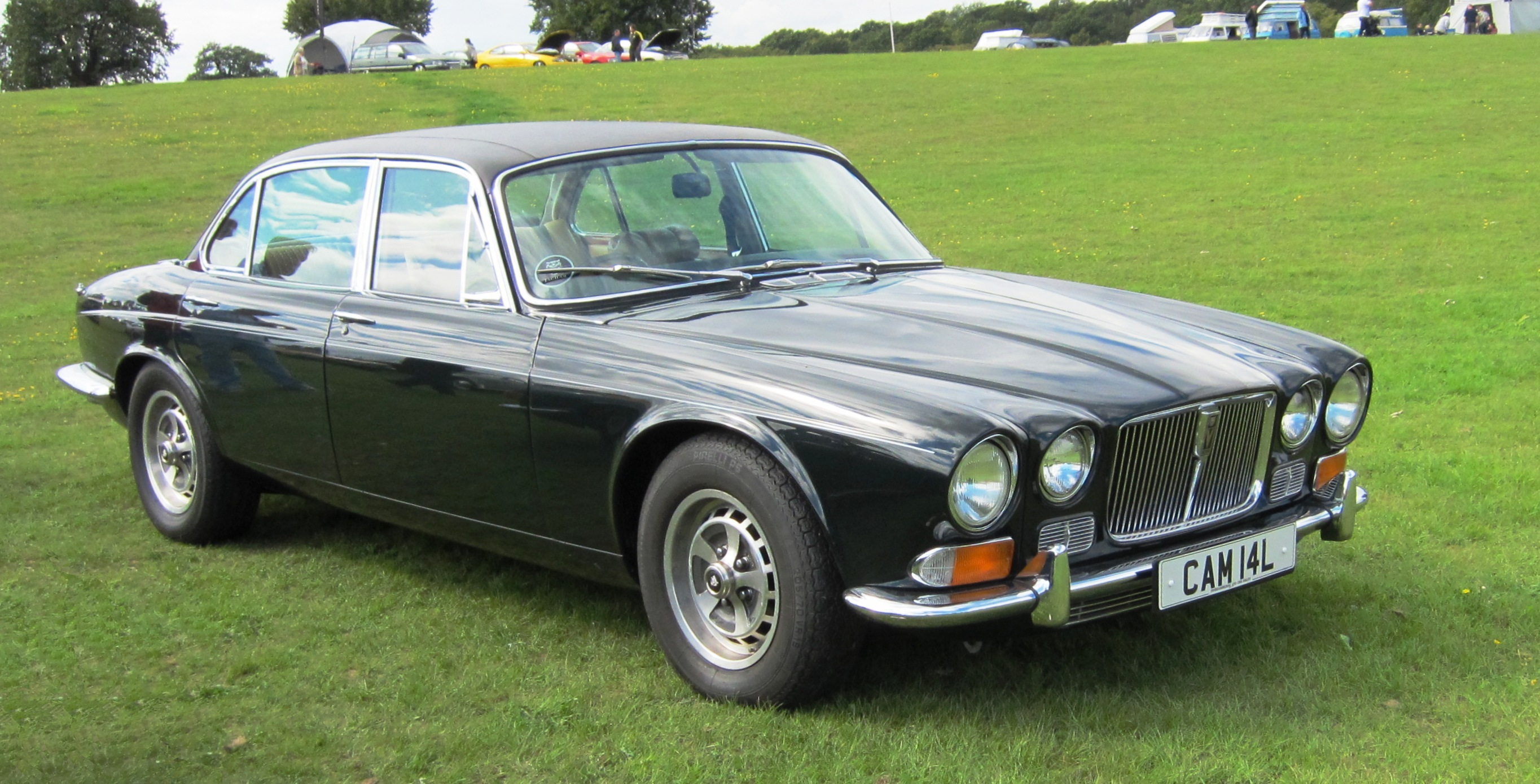
XJ12 Series I

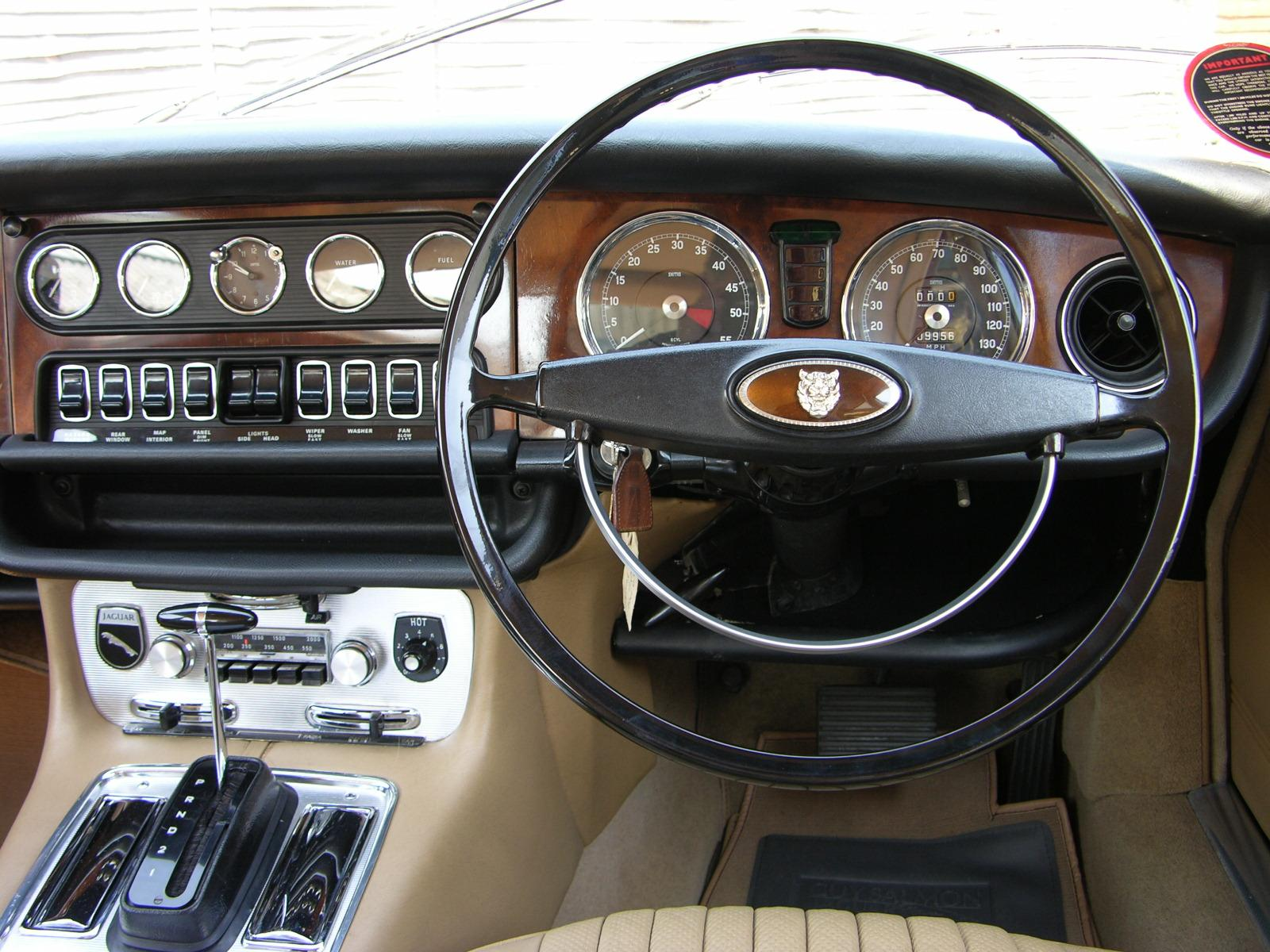
Салон XJ Series I

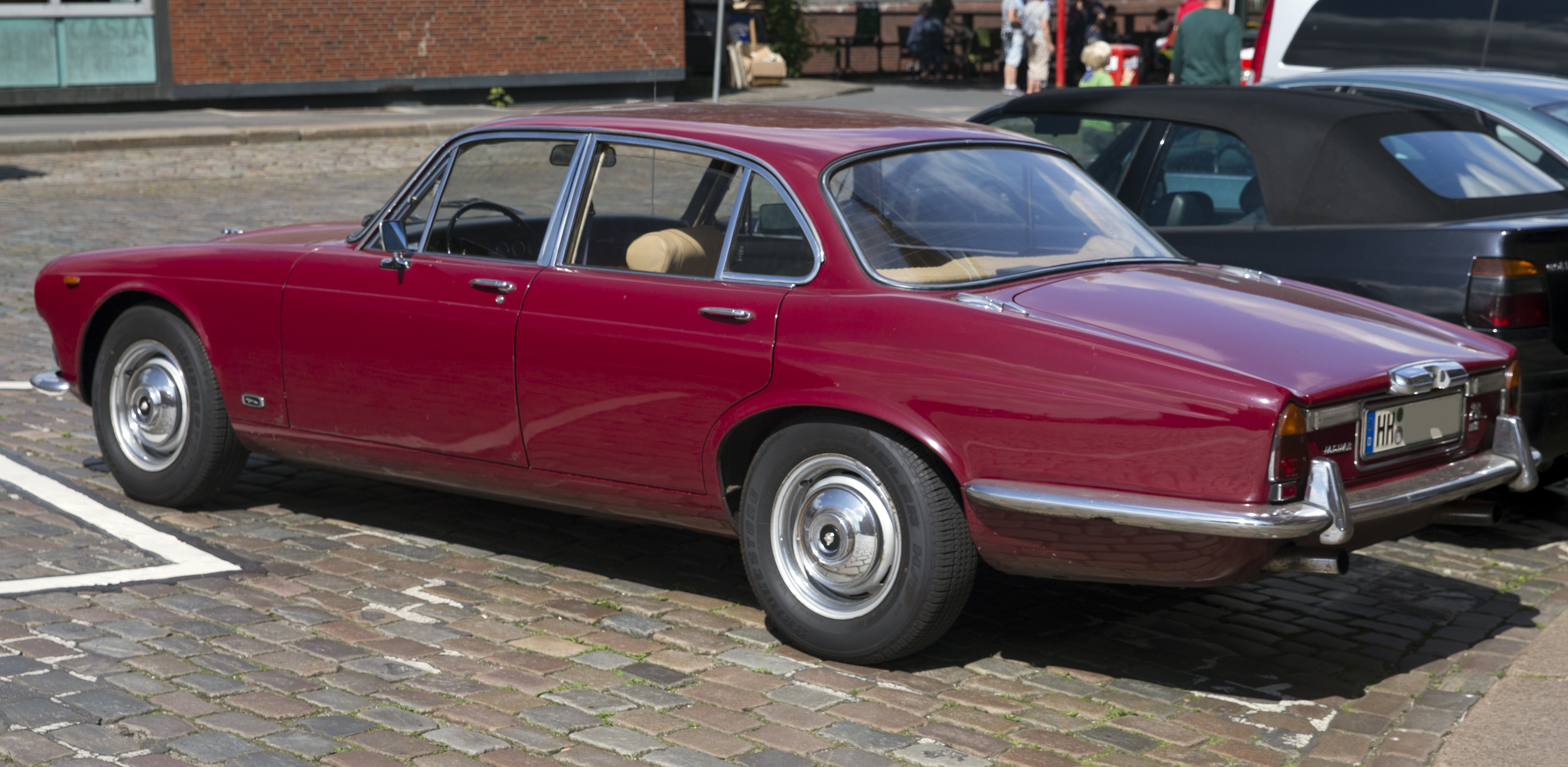
XJ6 2.8

Перший XJ отримав індекс Series I (Серія 1). Ззовні новий автомобіль був трохи схожий на своїх попередників Jaguar Mark X і Jaguar 420, але в дечому від них відрізнявся, наприклад, новим менш округлим кузовом, новою решіткою радіатора, оновленим інтер’єром. Спочатку на XJ ставилися два двигуни — рядні «шістки» серії XK 2.8 і 4.2 (такі версії іменувалися XJ6), що перейшли у спадок з попередніх моделей і також ставились на спортивну модель Jaguar E-Type. Підсилювач керма і шкіряна оббивка салону були в стандартній комплектації на обох моделях, а кондиціонер пропонувався як екстра опція на моделі 4.2. З жовтня 1969 року була запущена у виробництво модель Daimler Sovereign, яка спочатку базувалась на моделі Jaguar 420, а пізніше – на моделях XJ.

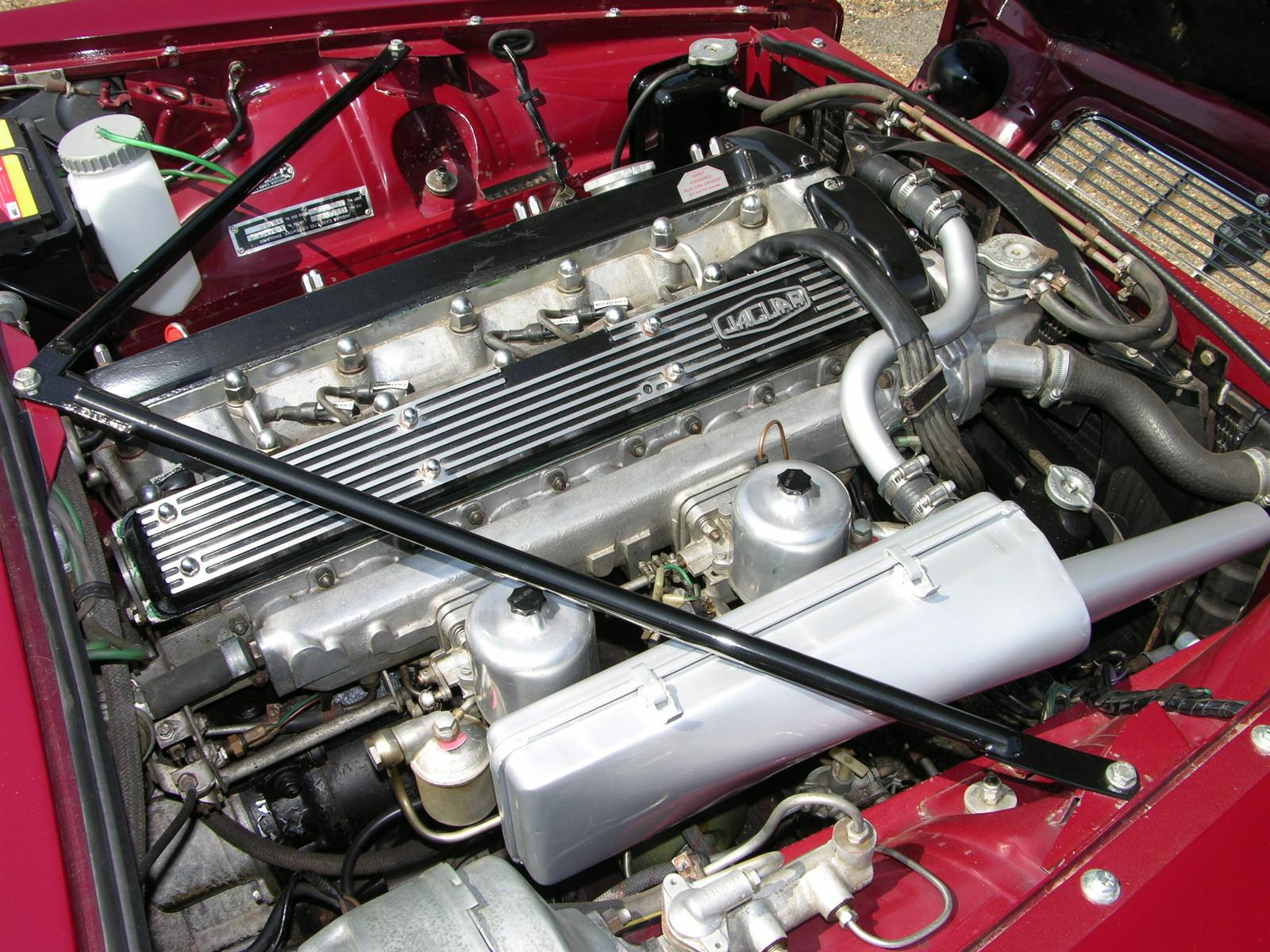
Двигун XK6

В 1970 році на моделі XJ6 4.2 була замінена трансмісія з моделі Borg-Warner Model 8 на модель Borg-Warner Model 12. На новій коробці передач тепер було 3 ступені, що дозволяло водіям тримати низькі коефіцієнти на високих оборотах для досягнення кращого прискорення.
В 1972 році стала доступною довго-базова версія моделі з незначним збільшеним місцем для ніг пасажирів заднього сидіння.
У 1972-му в гаму увійшла топ-версія XJ12 з агрегатом V12 5.3, яка на довгі роки стала єдиним у світі седаном, оснащеним двигуном цієї схеми (аналогічний двигун у BMW з'явився тільки в 1986-му). Характерним для цього двигуна була максимальна швидкість в 225 км/год, що зробило цей седан на той час одним із найшвидших у світі, на рівні з Mercedes-Benz W116 450SE/SEL 6.9. Модель ззовні відрізнялась від XJ6 спрощеною решіткою радіатора. Тоді ж вийшла модель Daimler Double-Six, яка відродила назву моделі 1926-1934 років і використовувала той самий двигун.

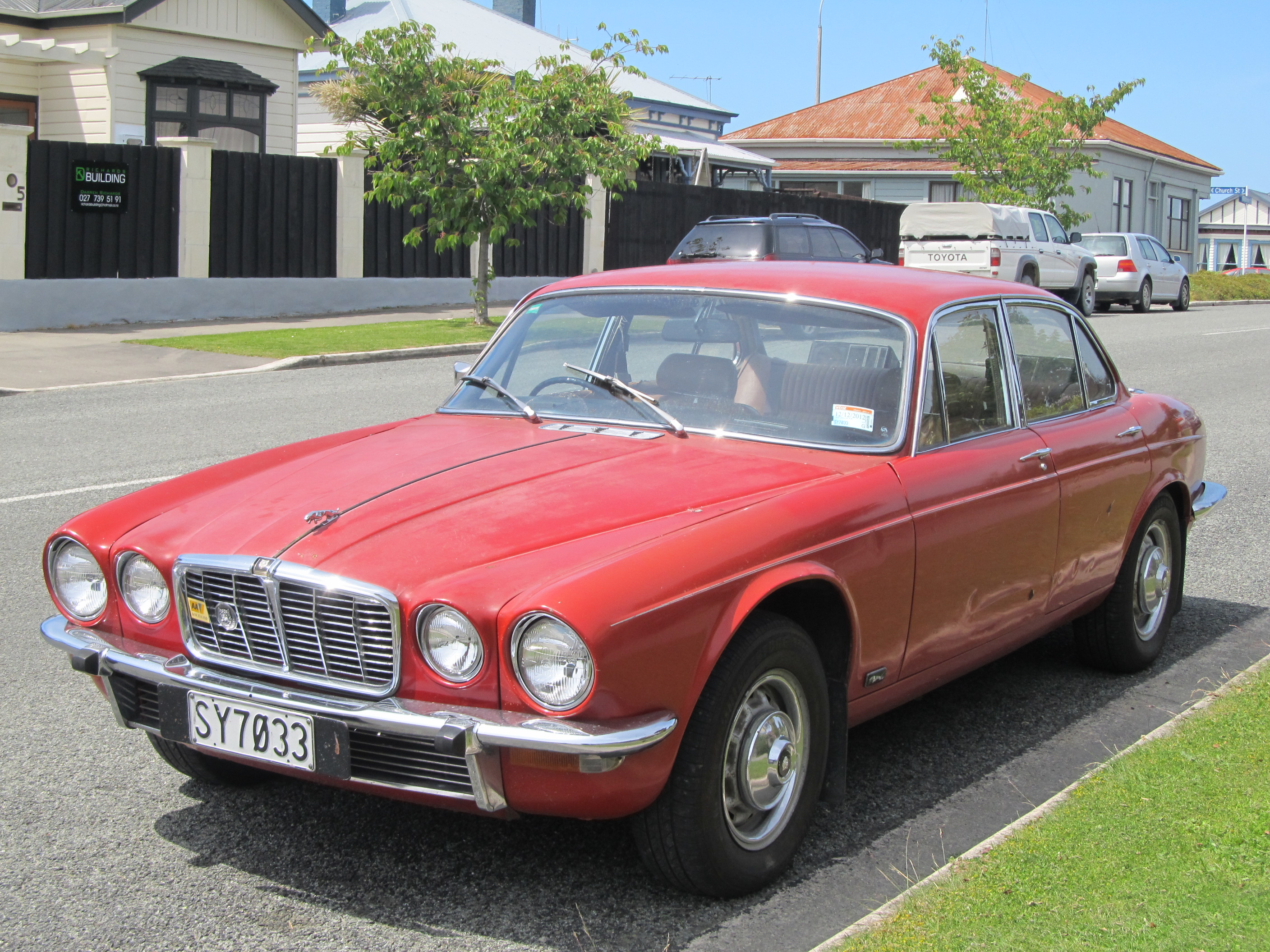
XJ Series II

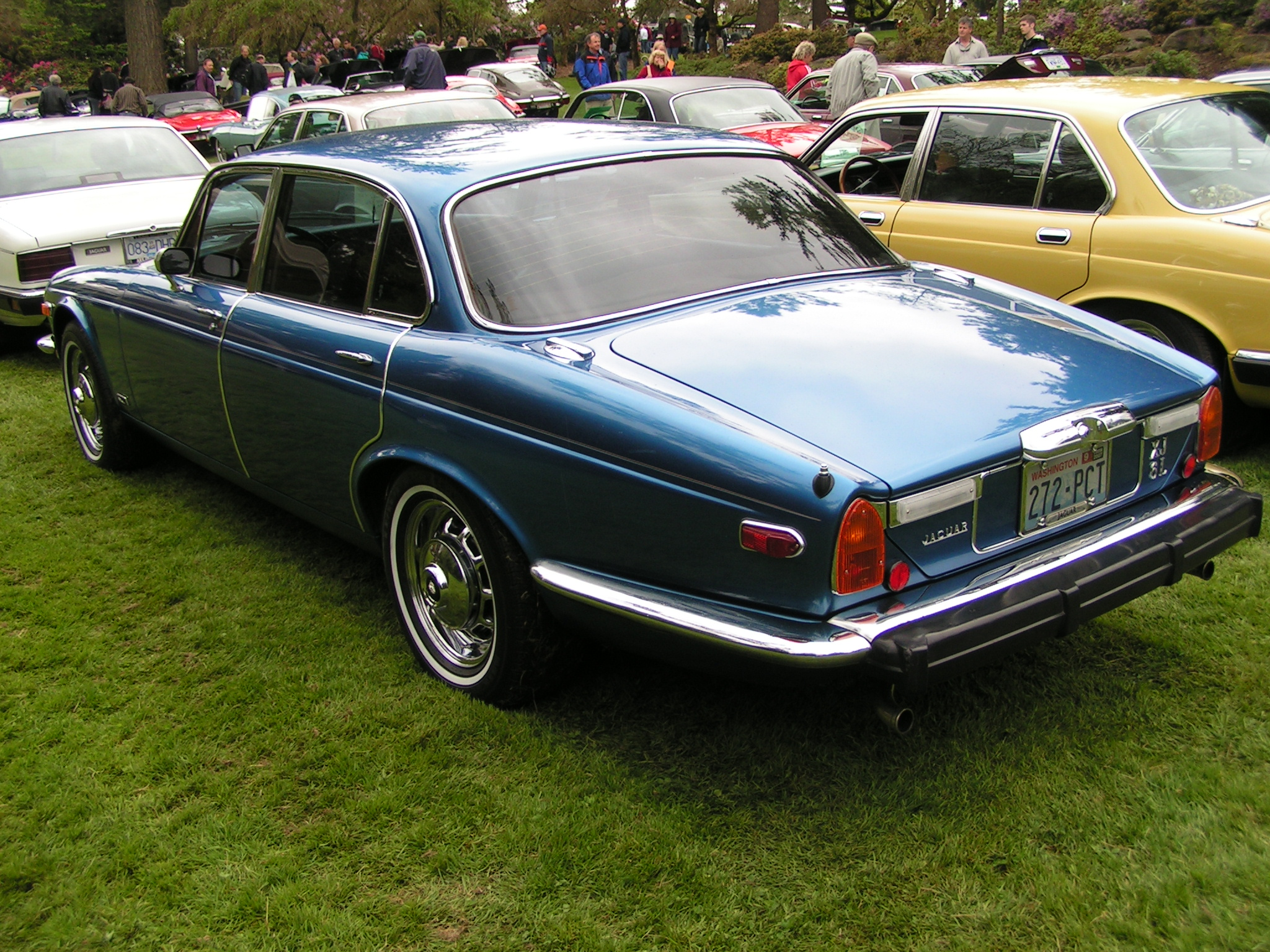
XJ Series II

Восени 1973 року модель оновили і присвоїли індекс Series II (Серія 2). Зміни торкнулись «лиця» машини, зменшився розмір решітки радіатора і вище ставився бампер. В 1975 році до гами двигунів додався 3.4-літровий. Інтер'єр отримав суттєві оновлення, в тому числі спрощене опалення.
Моделі Серії 2 були відомими за свою низьку якість збирання, яку приписували через приналежність фірми до групи British Leyland, поряд з проблемами відносин з трудовими союзами, які тоді мучили більшість промисловості Англії.
В 1975 році моделі, призначені для Північної Америки, отримали гумове покриття на бамперах, що по краям закінчувалось поворотними сигналами. В 1976 році американські версії отримали електричне впорскування палива.
В 1977 році трансмісію моделі Borg-Warner, яка досі використовувалась на моделях XJ, була замінена на THM 400, яку ставила фірма General Motors.
В 1978 році двигун 2.8 був знятий з лінійки британських моделей, натомість додали Daimler Vanden Plas 4.2 та Daimler Double-Six Vanden Plas 5.3.

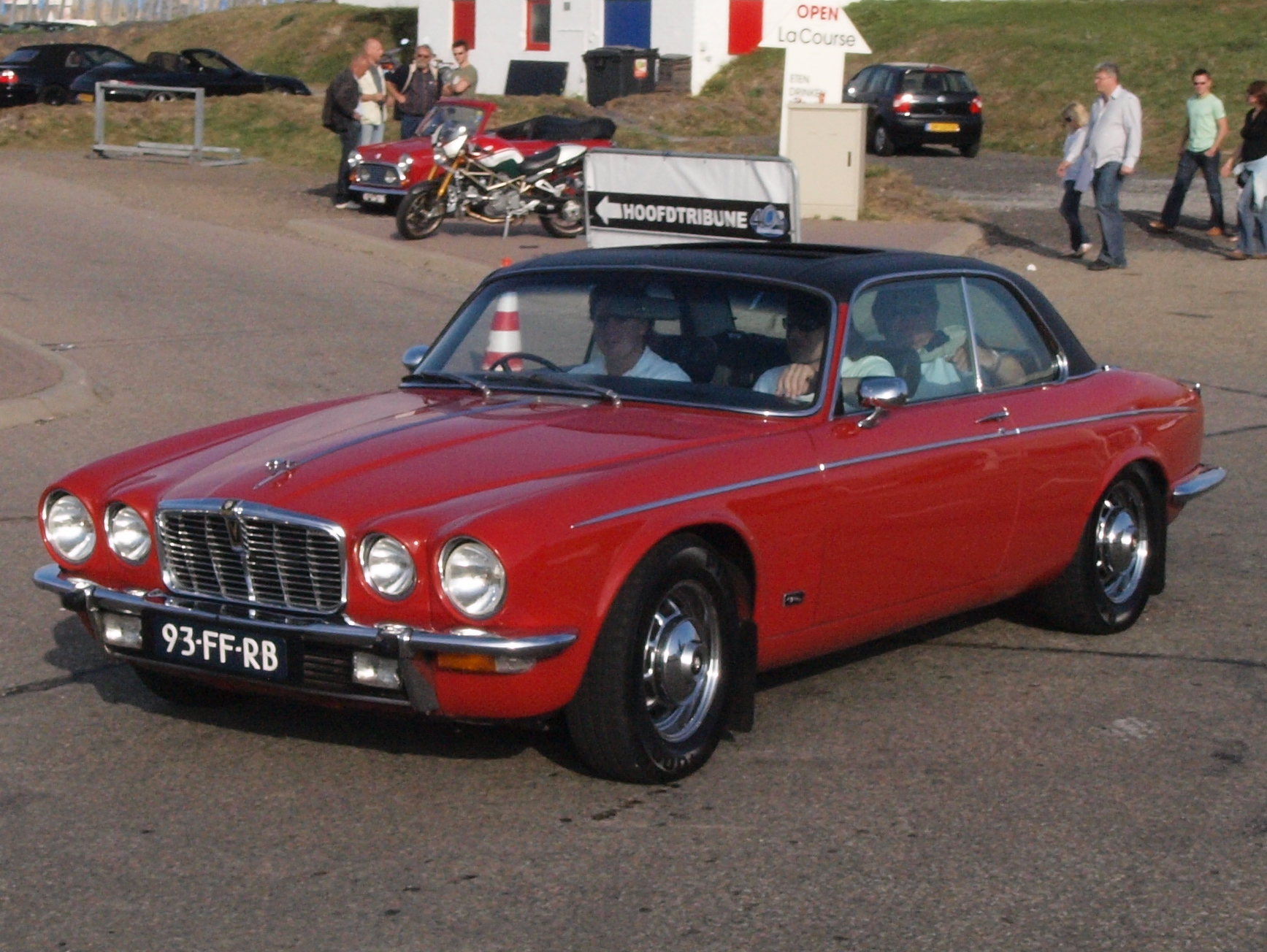
XJ-C

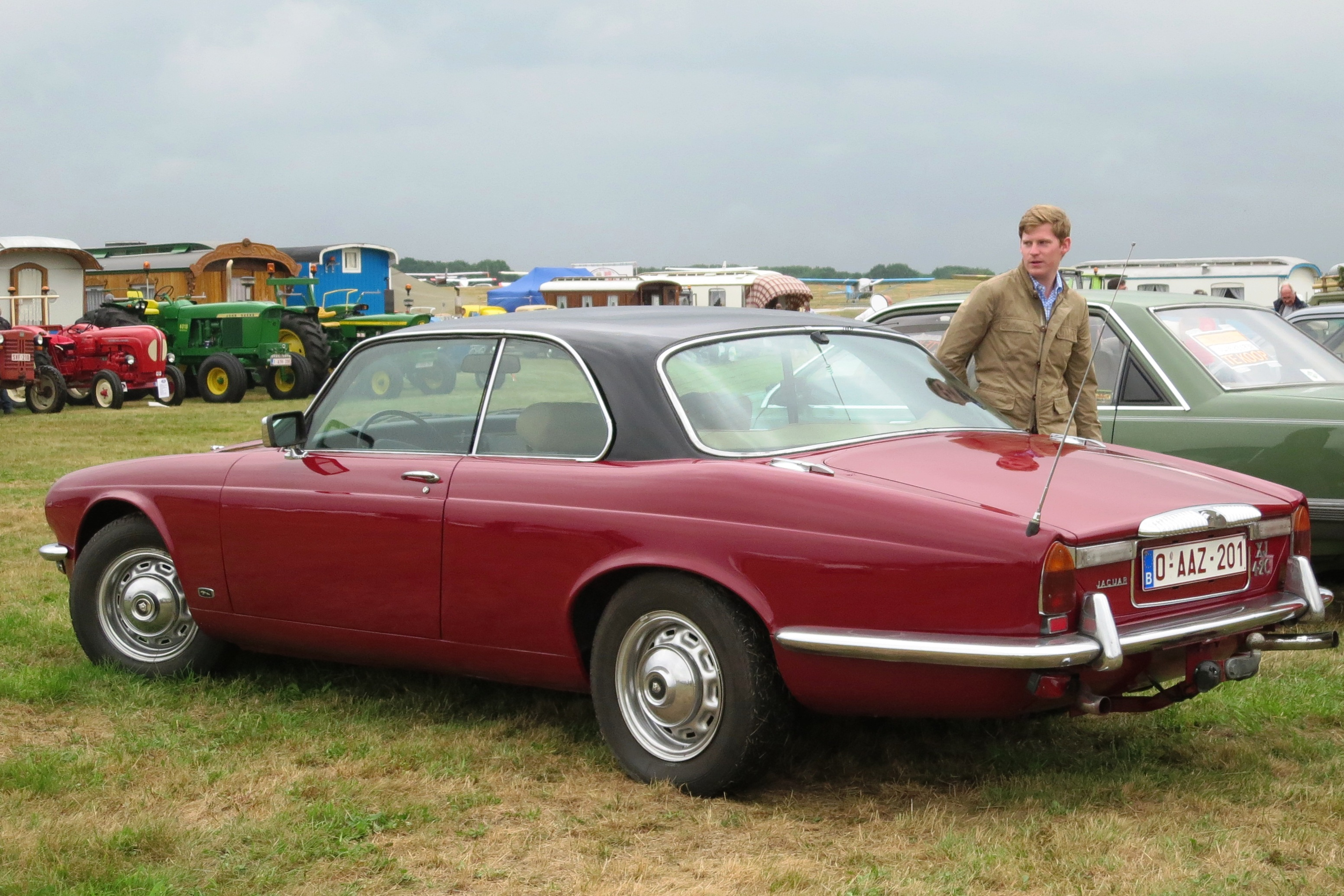
XJ-C

Цікаво, що в 1974 році коротко-базова версія 4-дверного седана була виключена з виробництва. З тих пір варіант з подовженою на 10 см базою став основним. Втім, укорочена платформа деякий час служила основою для елегантного купе XJ-C (1975-1978). Купе було представлене в жовтні 1973 року на Лондонському Мотор Шоу, але ще не було готовим до серійного виробництва, так як паливна криза західного світу призупинила виробництво і продаж всіх авто: пізніше повідомили, що саме проблеми з ущільнювачами вікон призупинили випуск. Купе Ягуари почали сходити зі салонів аж через 2 роки. Щоправда, навіть і з відкладанням запуску, модель страждала на просочення води і шуму вітру в салоні. Також через велику роботу над модифікованим в купе седаном, вищими цінами, ніж на базові седани, і низькою популярністю, спричиненою новими купе XJ-S, забезпечили малу кількість виготовлених машин.
Пропонувались версії, як з 6-циліндровими, так і з 12-циліндровими двигунами. Всі купе мали вініловий дах в базовій комплектації, але на сьогодні всі моделі, які збереглись, мають замінені металеві дахи. Деякі моделі навіть мали бампери наступного покоління. Існували й моделі з кузовом кабріолет, але їх не виготовляли на заводі, а переробляли вже з готових купе. Існували й версії Даймлер, але їх було небагато.

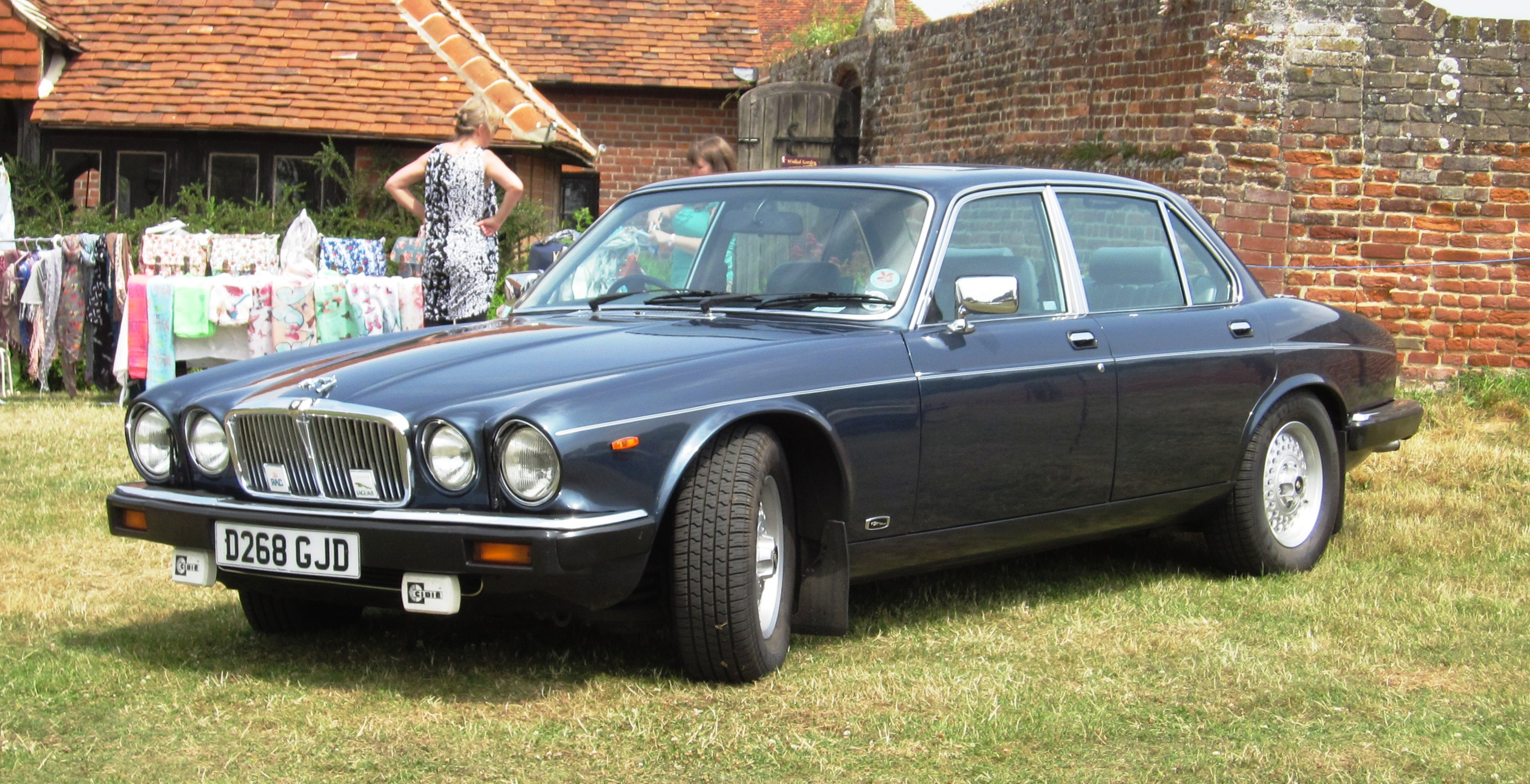
XJ Series III

В 1979 році відбувся черговий фейсліфтинг моделі і їй присвоїли індекс Series III (Серія 3). Цього разу над рестайлингом працювало ательє Pininfarina. Ззовні найбільш явними змінами, що торкнулись Серії 3, були грубіші й більш інтегровані в кузов гумові бампери з декорованою хромованою панеллю лише на верхній стороні, втоплені дверні ручки для кращої безпеки, вікна передніх дверей були позбавлені кватирок, решітка радіатора мала лише вертикальні прути, задні фари були замінені на більші кластери і була збільшена площа скла.

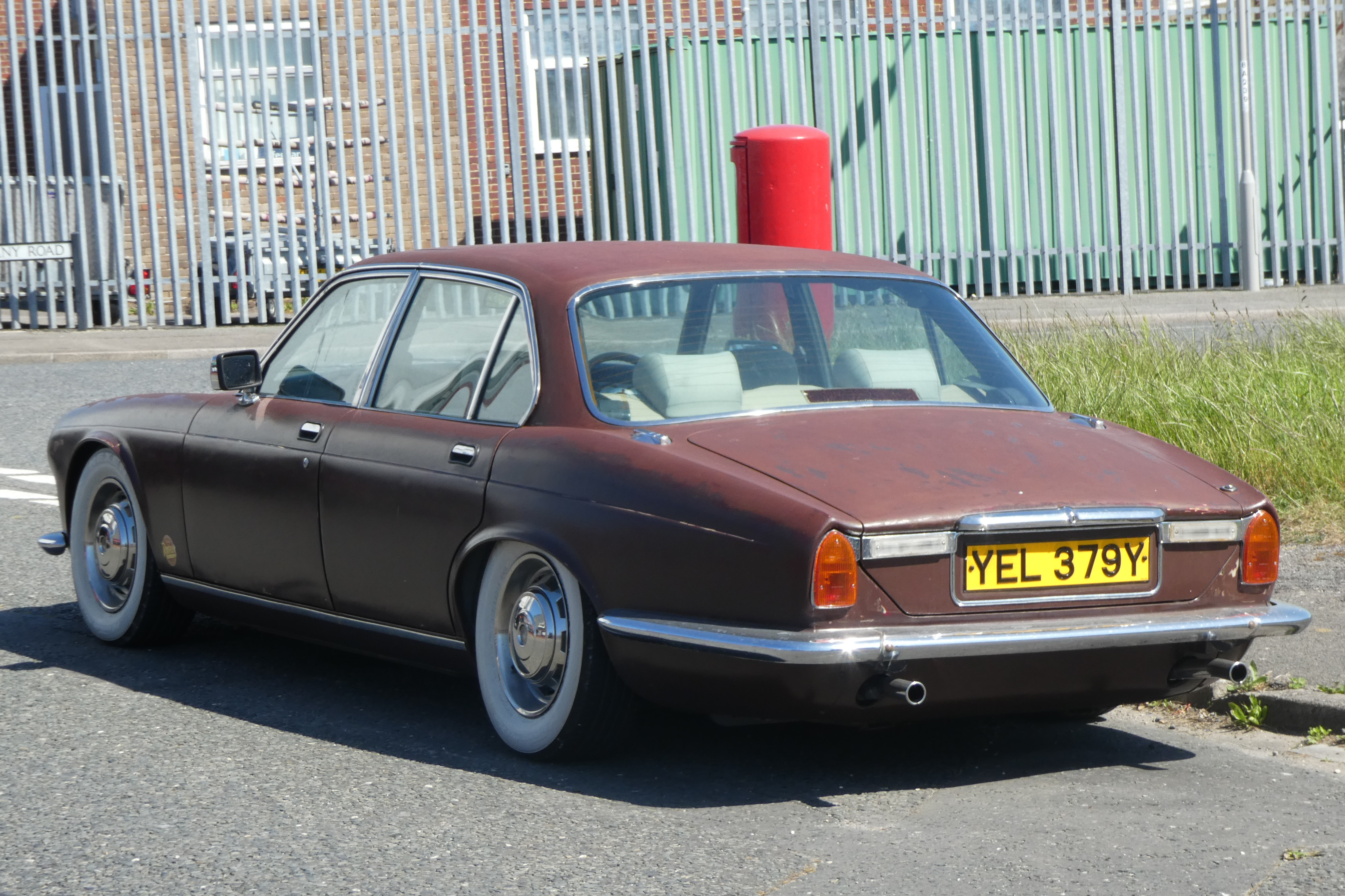
XJ Series III

В гамі двигунів були 3 основні: 2 рядні 6-циліндрові 3.4 і 4.2 та V- подібний 12-циліндровий 5.3. Двигуни 4.2 і 5.3 включали систему впорскування палива Bosch, тоді як 3.4 мав карбюратор. Двигун 3.4 в США не був доступним.

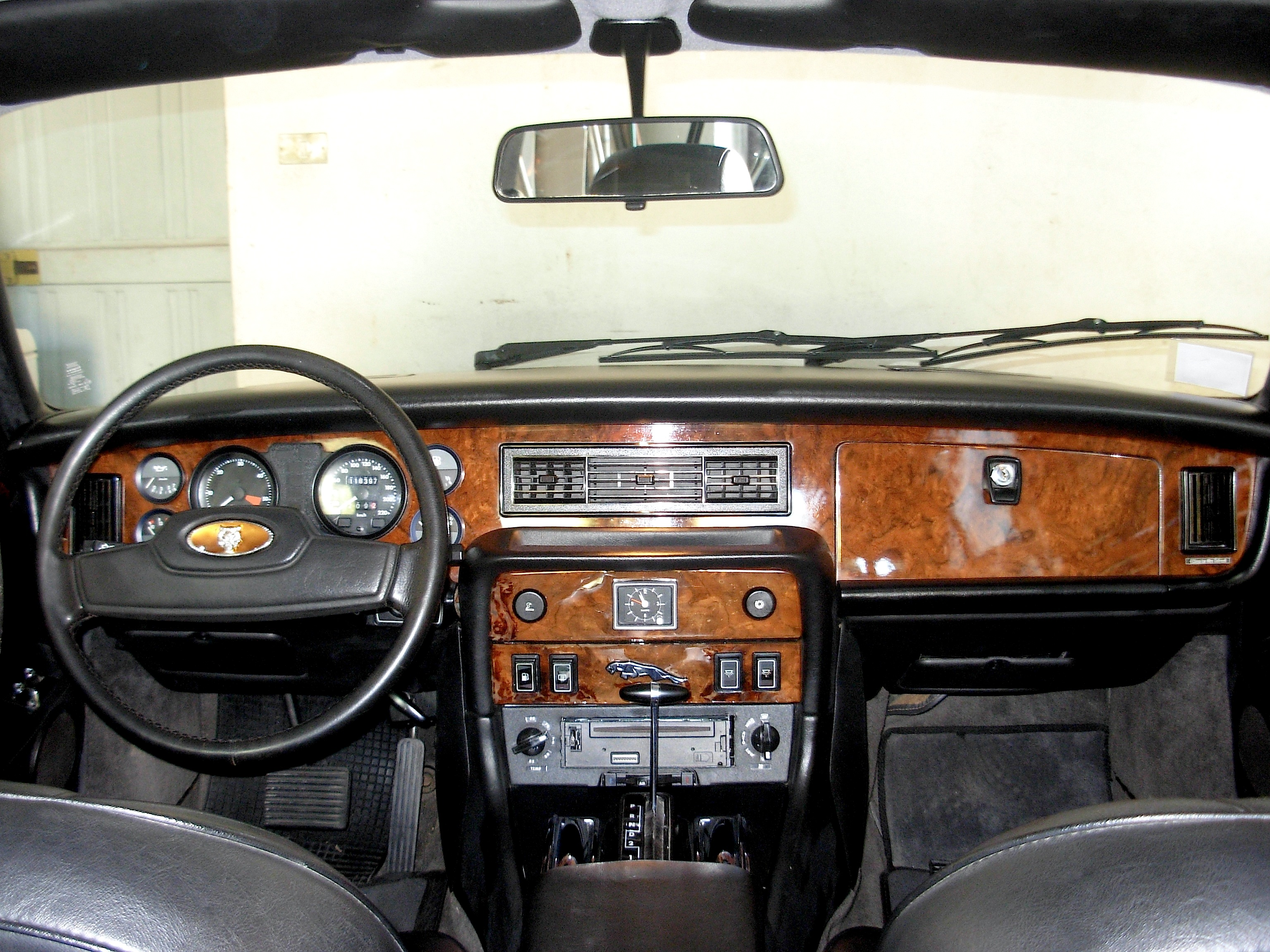
Салон XJ Series III

Коротко-базова версія седана й купе були зняті з виробництва незадовго до припинення випуску Серії 2. Як опція, до Серії 3 пропонувався люк на даху і круїз-контроль, які вперше були застосовані на моделях XJ.
В 1979 році модельний ряд налічував такі моделі: Jaguar XJ6 3.4 й 4.2, XJ12 5.3, Daimler Sovereign 4.2 й Double-Six 5.3 та Daimler Vanden Plas 4.2 й Double-Six Vanden Plas 5.3.
В пізньому 1982 році відбулося невелике оновлення інтер'єру всіх моделей: бортовий комп'ютер, що вперше з’явився на моделях, був у стандартній комплектації на 12-циліндровій версії. Також були представлені нові литі диски, які є найзатребуванішими серед власників авто, що мали розпізнавальні численні круглі отвори.
В 1983 році назва Sovereign була переміщена з Даймлера на новий високо модифікований Jaguar Sovereign. Базовий XJ12 більше не був доступним, V12 використовували лише високо модифіковані Jaguar Sovereign і Daimler Double-Six. Назва Vanden Plas також була відкинена. Тоді топовими люксовими версіями стали версії Даймлер, які мали інтер'єри моделі Vanden Plas.
Всього до 1992 року на основній фабриці в Ковентрі, а також на складальних підприємствах у ПАР, Новій Зеландії і Канаді було випущено понад 318 тисяч автомобілів 1-го покоління всіх трьох серій. До речі, останні автомобілі першого покоління були зібрані на канадській філії в 1992 році, через шість років після дебюту наступної генерації.

#### Двигуни
Серія 1
- 2.8 л XK I6
- 4.2 л XK I6
- 5.3 л Jaguar V12 (з 1972)

Серія 2
- 2.8 л XK I6
- 3.4 л XK I6
- 4.2 л XK I6
- 5.3 л Jaguar V12

Серія 3
- 3.4 л XK I6
- 4.2 л XK I6
- 5.3 л Jaguar V12

### Mark II (XJ40, X300 та X308)

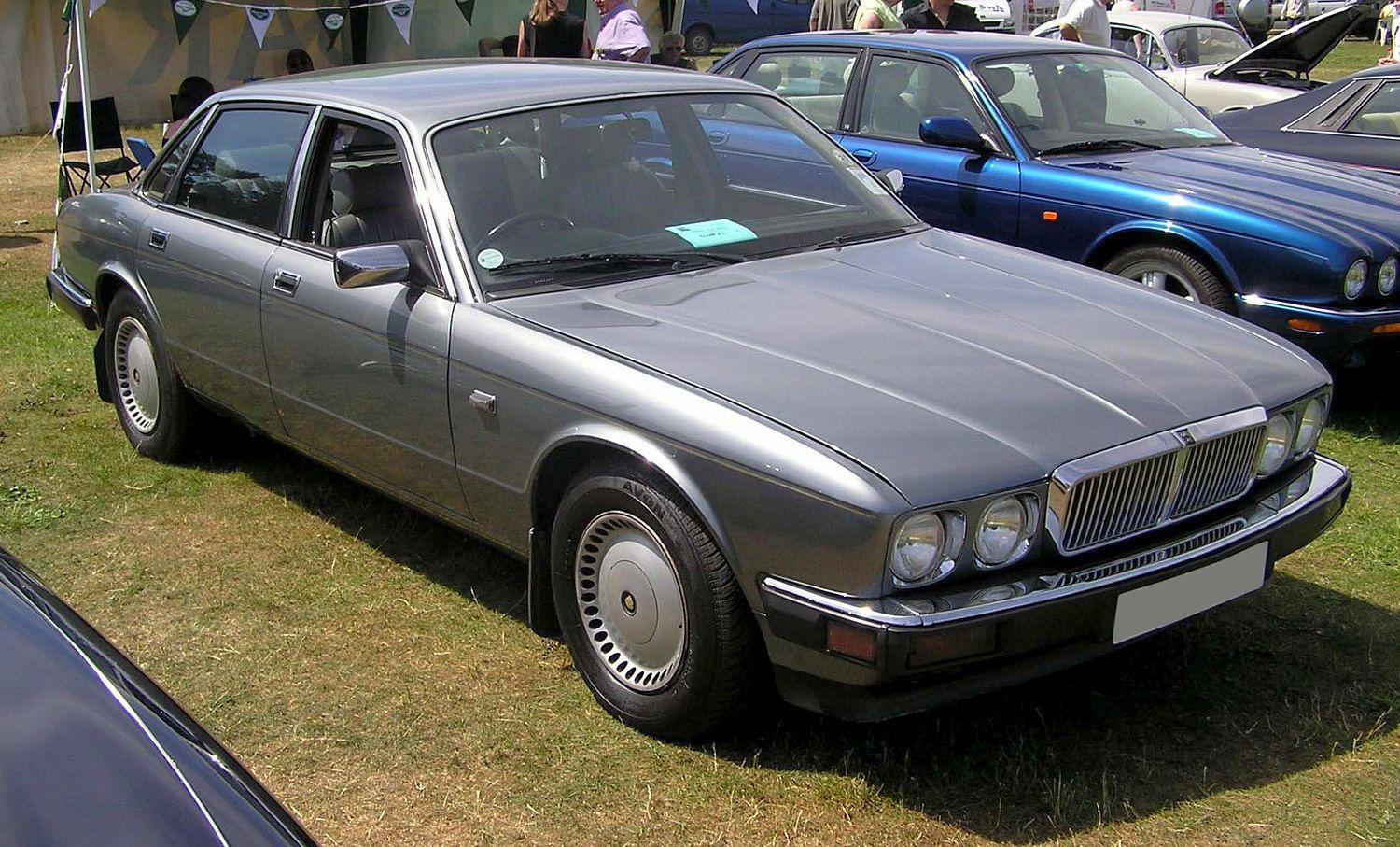
XJ40 (базова комплектація)

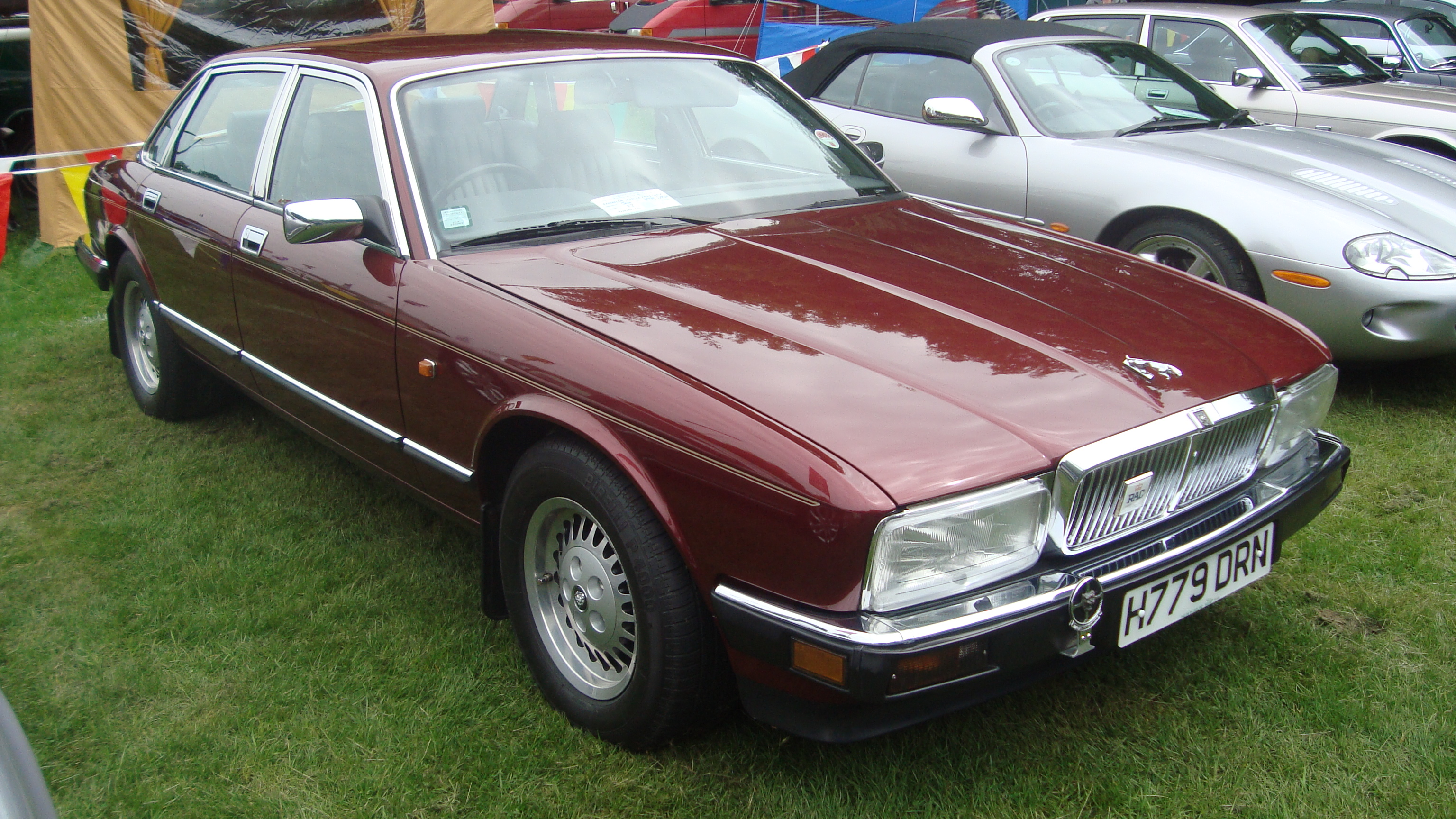
XJ40 (дорожча комплектація)

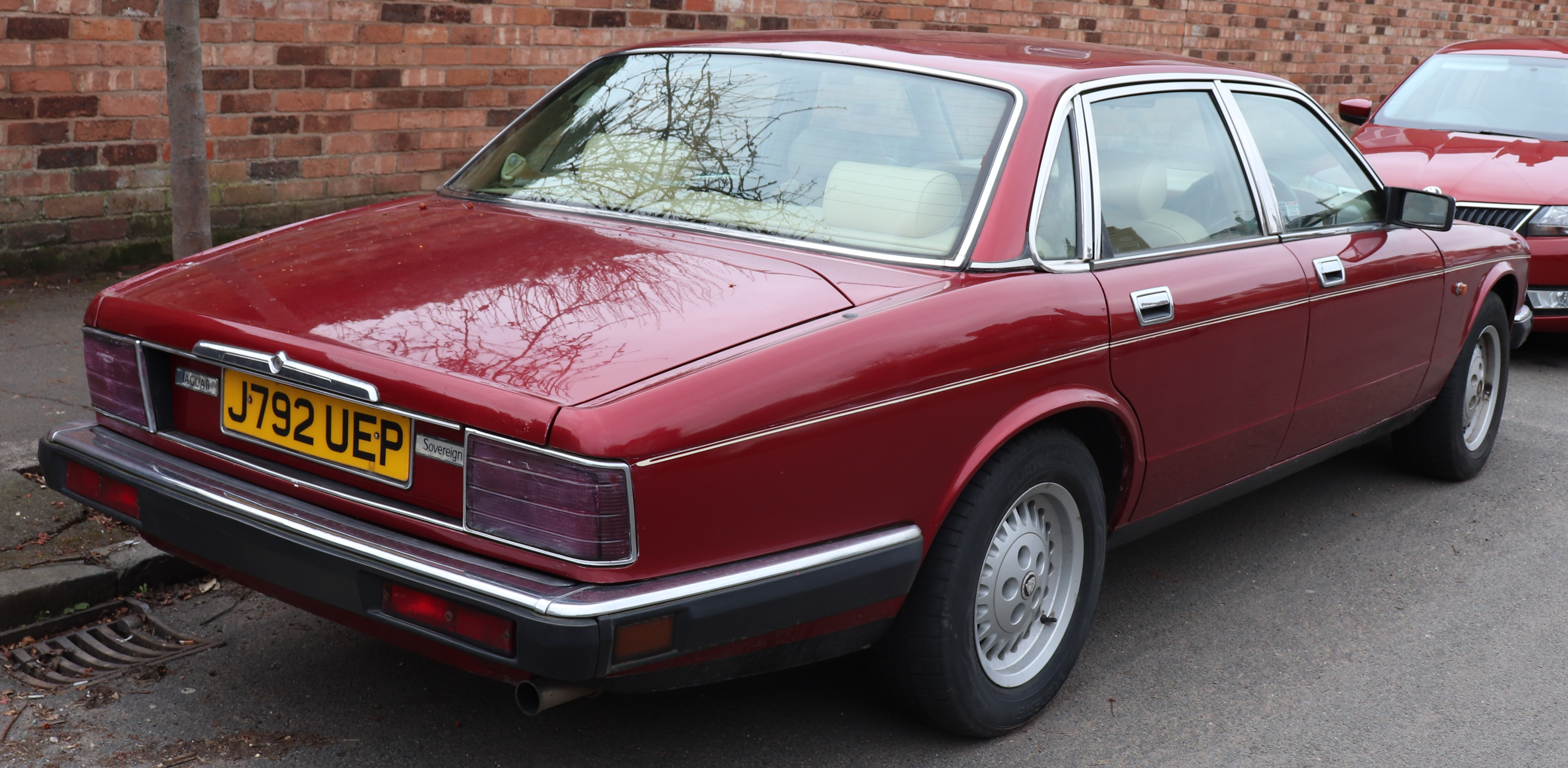

Машини другого покоління, позначені індексом XJ40 (1986—1994), хоч і зберегли силует попередніх, проте багато в чому були зроблені з чистого аркуша. Якби не фінансові проблеми материнської компанії British Leyland і паливні кризи попереднього десятиліття, модернізовані Ягуари XJ дебютували б раніше. Розробка моделі почалась ще на початку 1970-х років, а сама модель була представлена на Британському Міжнародному Мотор Шоу в 1986 році. З початком виготовлення XJ40 фірма зосереджує увагу на якості збирання, наприклад, спрощення процесу складання машин. Разом з цим було зменшено масу автомобіля, збільшено жорсткість шасі та знижено шум в салоні.

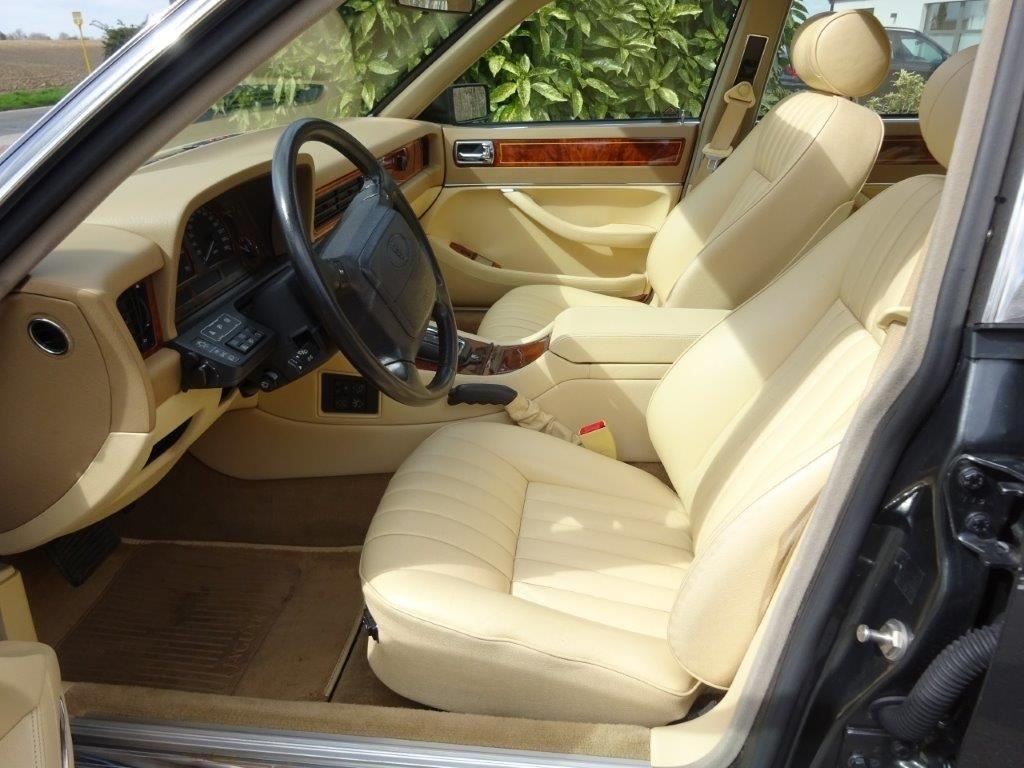
Салон XJ40

Спадщину 70-х років представляли прямокутні блок-фари під єдиним ковпаком, які ставились на високо-модифіковані версії (Sovereign, Vanden Plas, Majestic, Daimler), тоді як на базову (XJ6, XJ12) ставили стандартні дві пари круглих фар; фасад автомобіля став більш «хижим», кузов автомобіля став більш квадратним, від вікон задніх дверей відокремили "глухі" кватирки, які зайняли місце в задніх стійках; базова модель мала чорні віконні рами з хромованими водостоками, тоді як дорожчі версії мали або хромовані, або чорні рами і водостоки; на деяких версіях були видозмінені решітки радіатора. Інтер'єр отримав кілька оновлень, наприклад, переключення на цифрову комбінацію приладів.

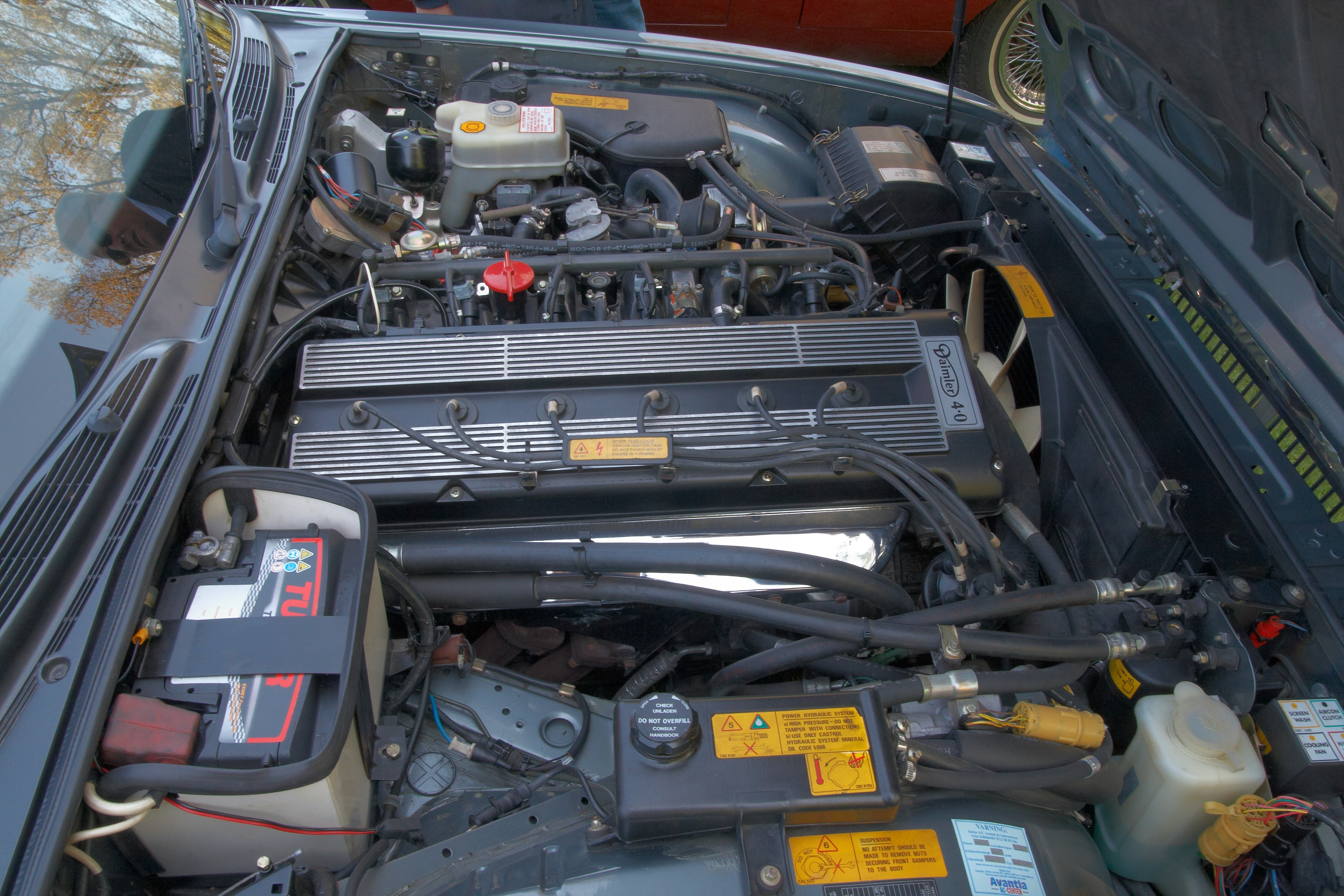
Двигун AJ6

Спочатку автомобіль комплектувався тільки двома рядними «шістками» моделі AJ6 — робочим об'ємом 2.9 і 3.6 літри, що мали по 4 клапани на циліндр. Дивно, але знаменитий V12 6.0 (модель з таким двигуном отримала індекс XJ81) з'явився в гамі тільки наприкінці виробництва моделі (1993 рік), тому що спочатку він просто не вміщався у вузький простір моторного відсіку (так ягуарівські інженери саботували можливе застосування старого роверівського V8, яке могли нав'язати керівники концерну British Leyland). Моторний відсік розширили вже після покупки Ягуара концерном Форд в 1989 році. Тоді ж підняли літраж «шісткам» до 3.2 і 4.0 л і позбулися постійно дорікаючих несправностей повністю цифрової панелі приладів. Також наприкінці виробництва британці випустили партію «заряджених» Ягуарів XJ-R з двигуном V12, спортивною підвіскою і деякими зовнішніми прикрашеннями, але без обов'язкового для подальших спортивних версій нагнітача. Версія Daimler Double-Six також була представлена разом з моделлю XJ12.
XJ6 1993 року заробив титул "Найбезпечнішого автомобіля Британії" в результаті урядової перевірки.
Модельний ряд XJ40 включав у себе такі моделі: XJ6, Sovereign, Sport, Gold, Majestic, XJR, XJ12, Daimler і Vanden Plas.

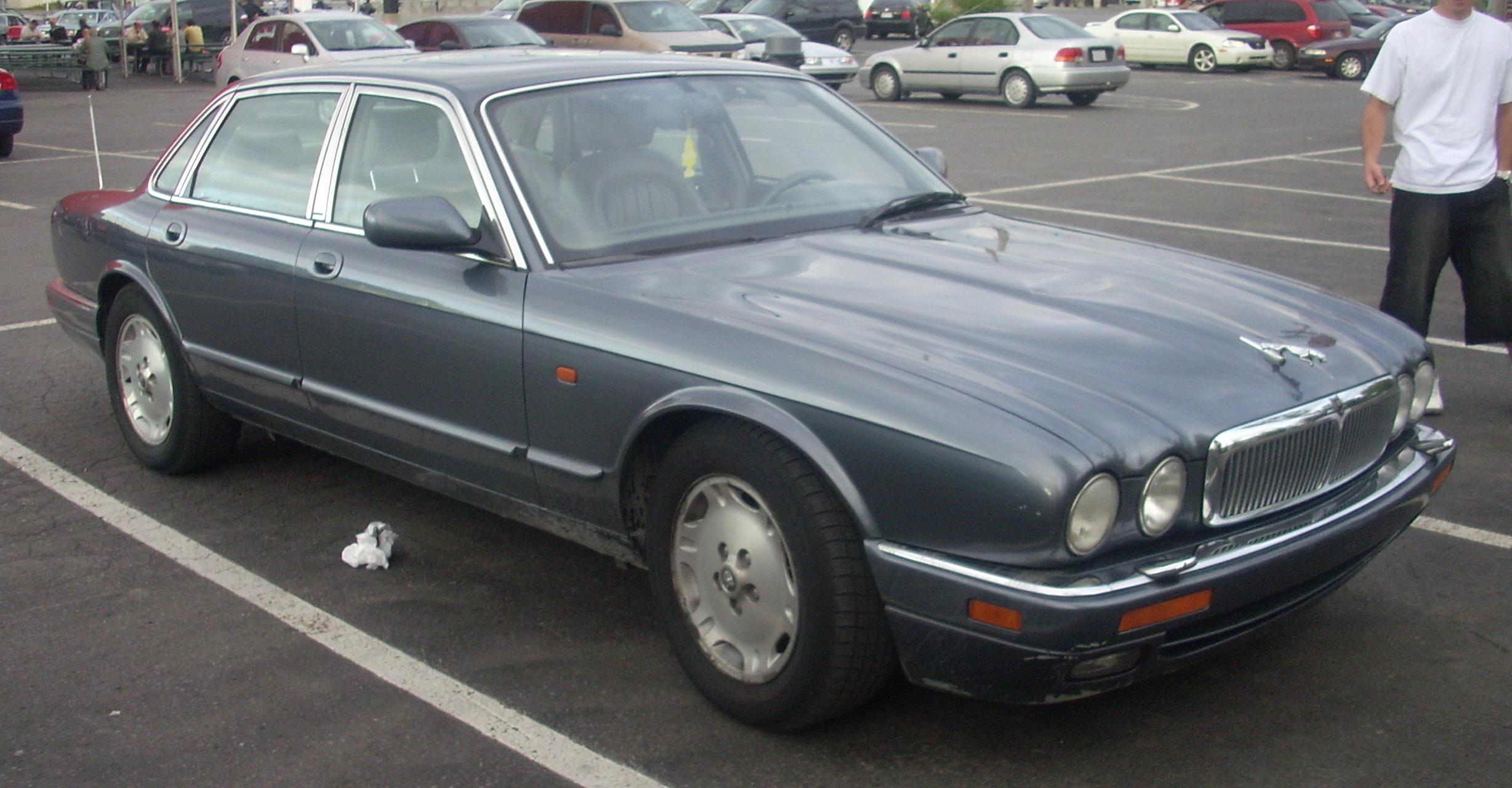
XJ X300

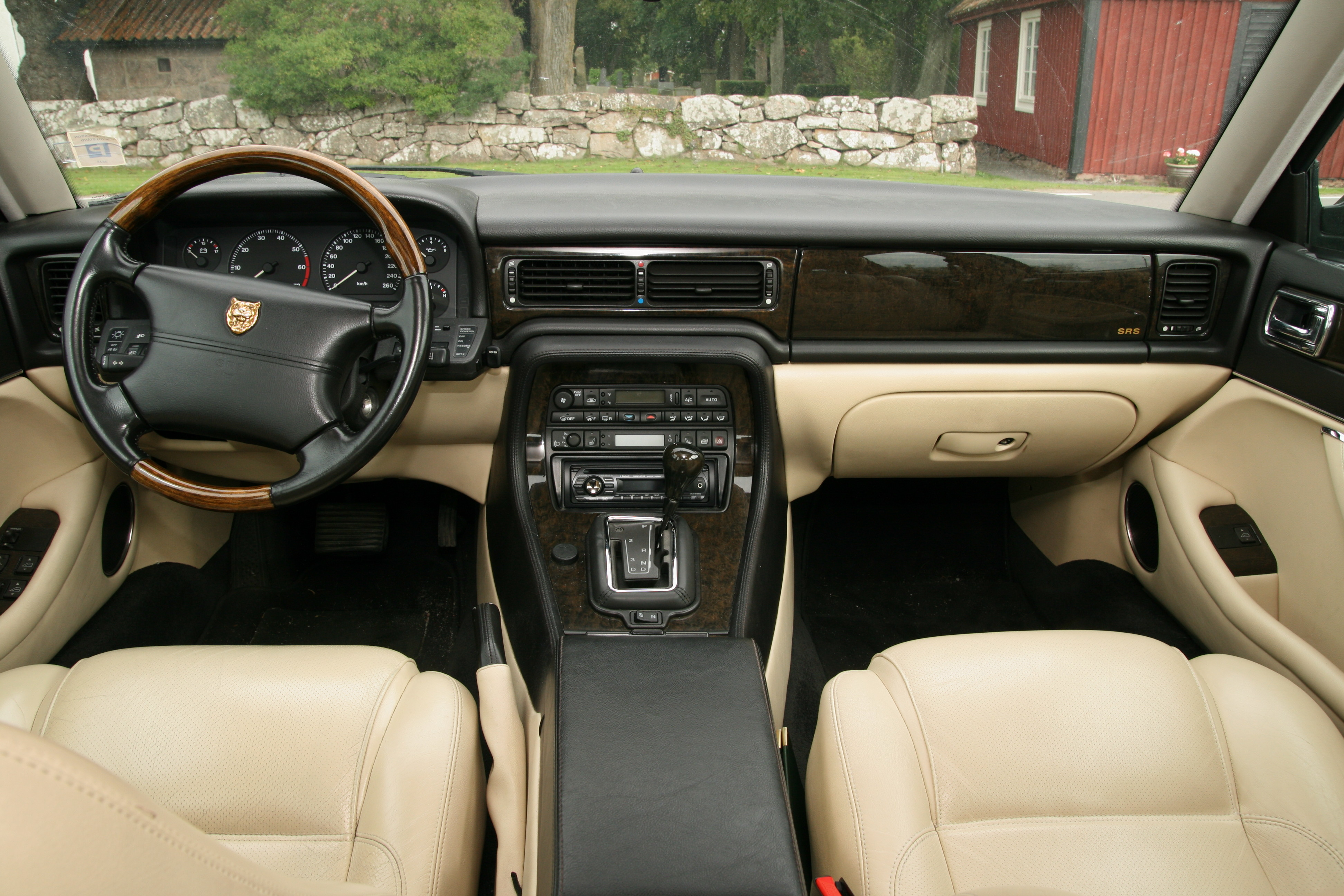
Салон X300

Седани третього покоління випускалися з 1994 по 2003 рік. У своїй основі це було друге покоління з вміло замаскованою під найперші XJ зовнішністю. Спереду знову ставили лише 4 круглі віддільні фари. Також зміни торкнулись бамперів машини: замість чорних гумових, відділених від кузова, які були на XJ40, почали ставити повністю інтегровані в кузов бампери, пофарбовані в колір кузова. Змінений був і інтер'єр моделі: з квадратного став округлий, отримав більші дерев'яні вставки. Модель отримала індекс X300. Ці машини комплектувалися «шістками» моделі AJ16, що були подальшим посиленням двигунів AJ6, об'ємами 3.2, 4.0, заряджений 4.0 (модель XJR) і 12-циліндровий 6.0.

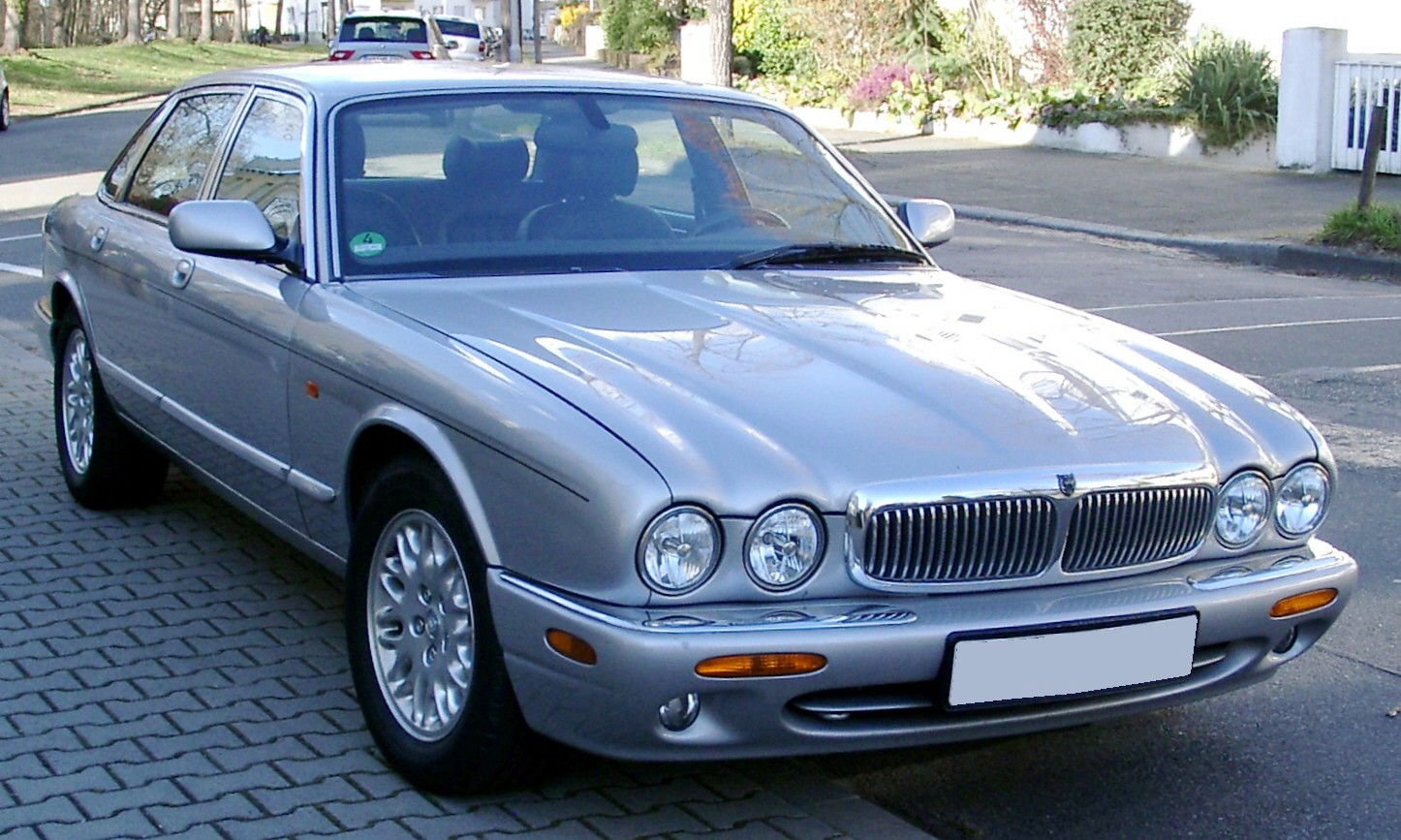
XJ X308

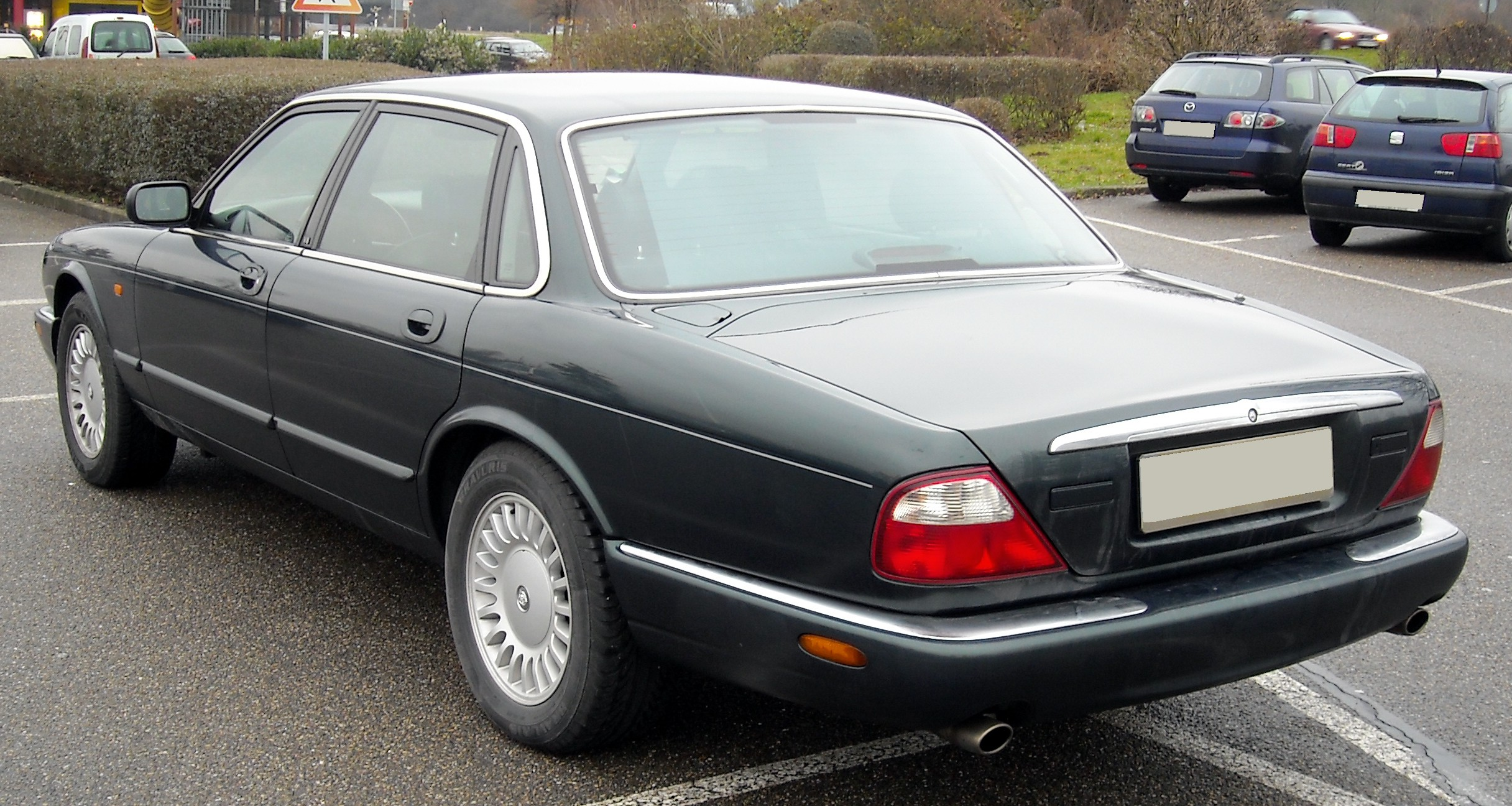

Вже через три роки, коли відбувся черговий рестайлинг моделі, рядні «шістки» були замінені новими восьмициліндровими двигунами V8 3.2 (240 к. с.) і 4.0 (290 к. с. і 370 в «компресорної» версії), повністю сконструйованими власними силами. Новим моделям присвоїли індекс X308, а базова модель стала називатись XJ8. Ззовні зміни торкнулись поворотних ліхтарів, які були змінені з прямокутних на овальні, та протитуманних фар, які стали круглими. В інтер'єрі зміни торкнулись дерев'яних вставок, які стали горіховими.
Однак повноцінну заміну шестилітровим V12 робити не стали — останній XJ з таким двигуном випустили в 1997 році. З тих пір топовою модифікацією став Jaguar XJR з 370-сильною «вісімкою», оснащеною привідним нагнітачем, 5-ступеневим «автоматом» і активною підвіскою CATS, що дебютувала при рестайлингу 1997 року. Також в моделях X308 була відсутня ручна трансмісія. Версія Daimler Double-Six випускалась разом з моделлю XJ12 до кінця її виробництва, а пізніше була замінена на модель Daimler Super V8.

#### Двигуни
XJ40
- 2.9 л AJ6 I6
- 3.2 л AJ6 I6
- 3.6 л AJ6 I6
- 4.0 л AJ6 I6
- 6.0 л Jaguar V12

X300
- 3.2 л AJ16 I6 211 к.с.
- 4.0 л AJ16 I6 241 к.с.
- 4.0 л Kompressor AJ16 I6 320 к.с.
- 6.0 л Jaguar V12 311 к.с.

X308
- 3.2 л Jaguar AJ-V8 243 к.с.
- 4.0 л Jaguar AJ-V8 294 к.с.
- 4.0 л Kompressor Jaguar AJ-V8 375 к.с.

### Mark III (X350 та X358)

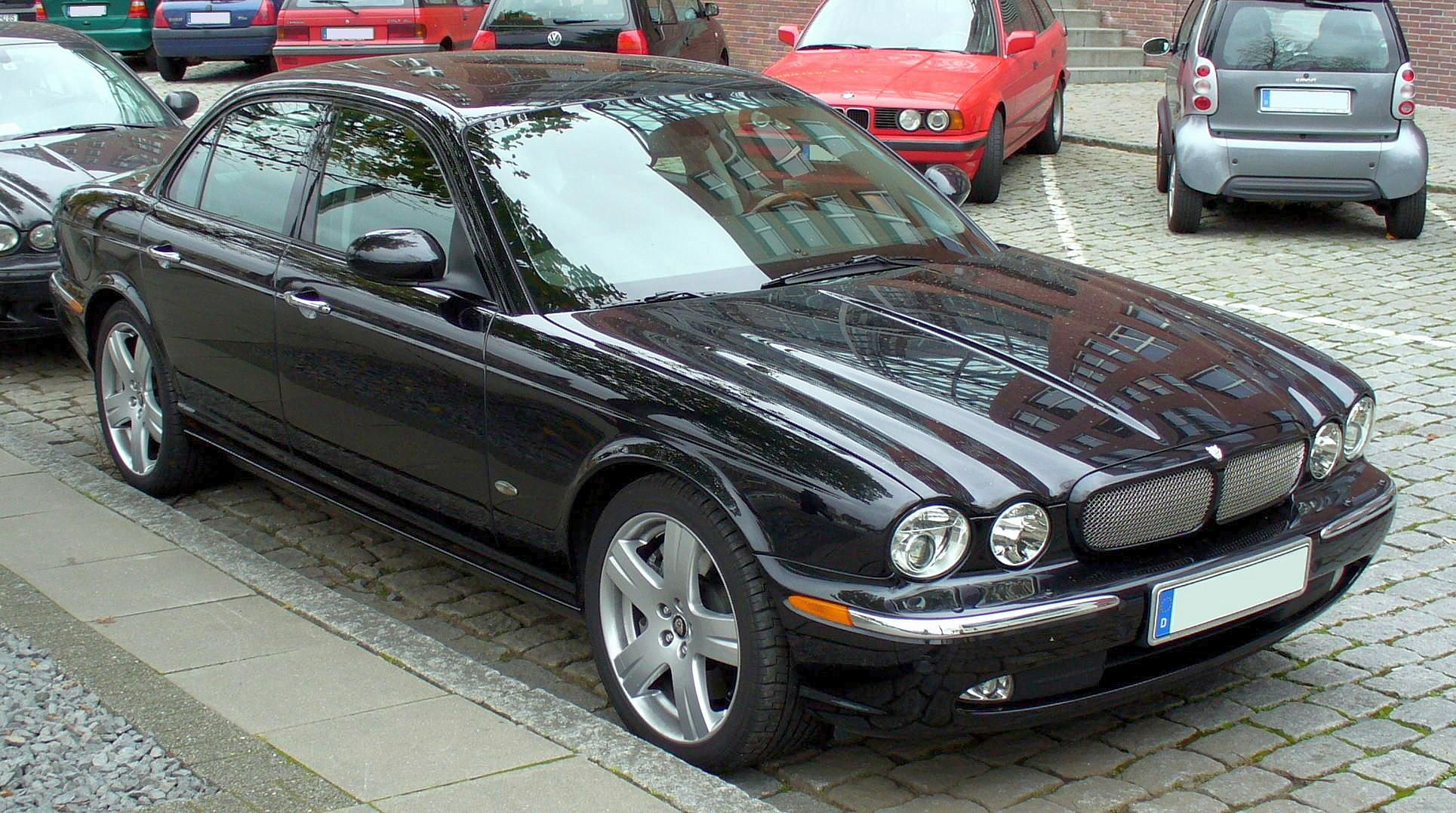
XJ X350

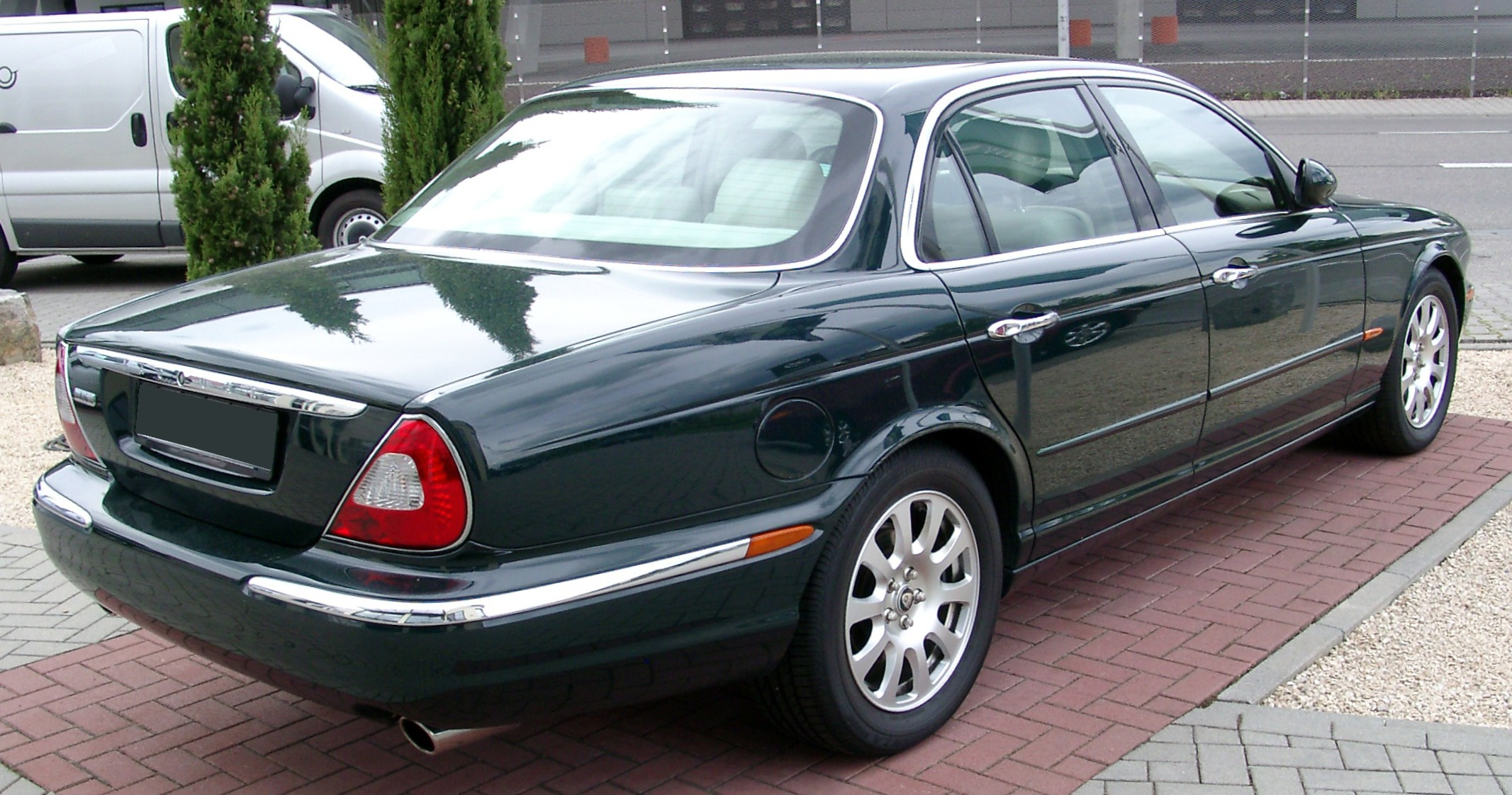

Непомітною революцією ознаменувався у 2003 році прихід Ягуарів XJ четвертого покоління, яким присвоїли індекс X350. При залишеному класичному дизайні автомобіль отримав абсолютно новий за конструкцією алюмінієвий кузов. Також оновилася лінійка двигунів: з'явилися модернізовані двигуни V6 3.0 (240 сил), V8 3.5 (265), V8 4.2 (295 і «компресорні» 400). Вперше під капотом флагмана (а до цього моменту лінійка седанів фірми розрослася до трьох сімейств) опинився дизель — спільна розробка Форда і концерну PSA видавала 204 «коні» за допомогою двох турбокомпресорів при робочому об'ємі 2,7 літра. Коробку передач теж змінили — замість 5-ступеневого «автомата» почали ставити 6-ступеневий.

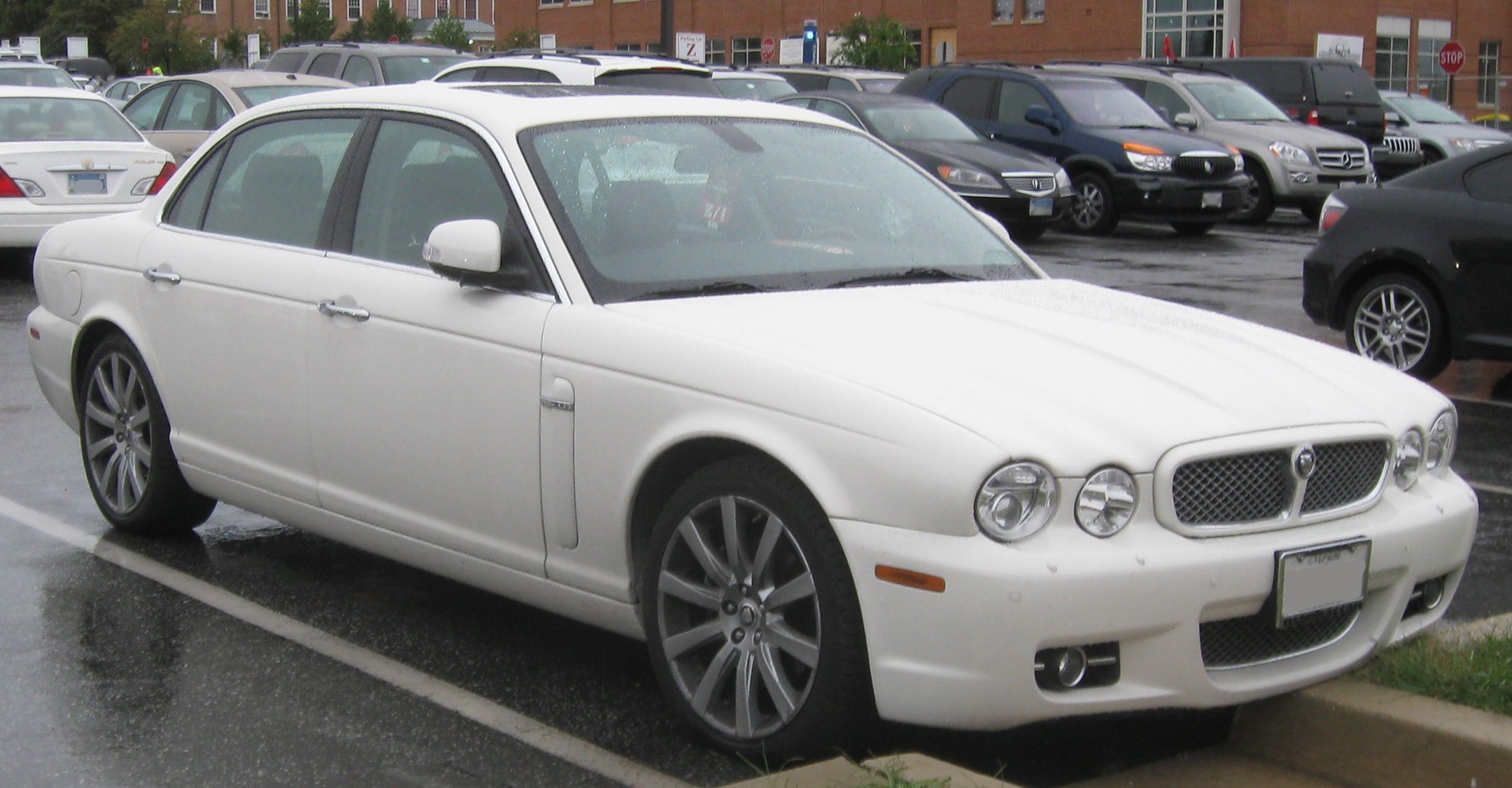
XJ X358

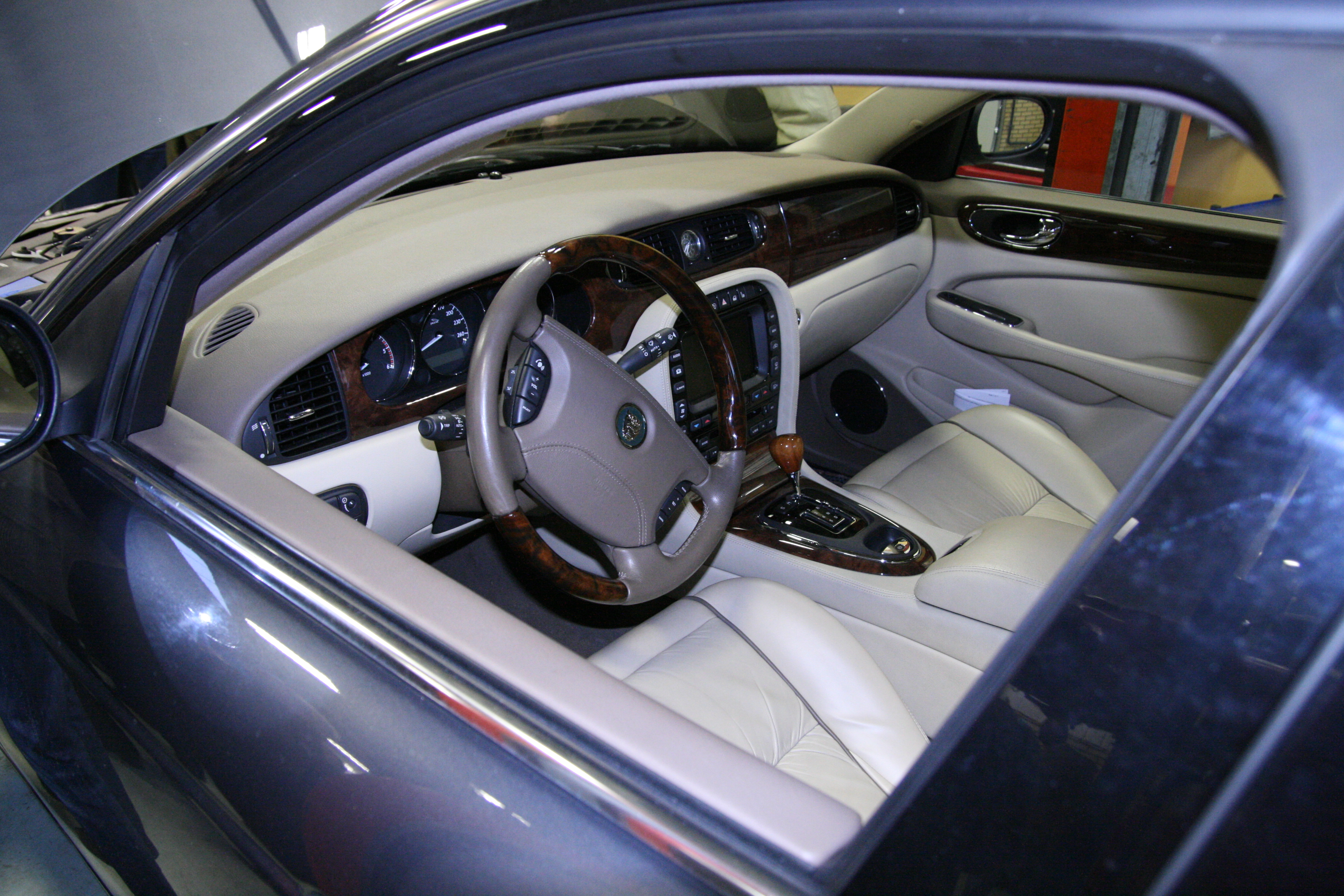
Салон X350/X358

У 2007 році модель модернізували і присвоїли індекс X358. Ззовні зміни торкнулись переду машини, зокрема решітки радіатора і бампера, а також модель отримала нову емблему, на якій зображувалась морда дикої кішки, яку ставили на решітку радіатора, замість об’ємної статуетки біжучого ягуара, який до того часу ставився на капот моделей фірми, і бокові вентиляційні отвори, які також можна зустріти на моделях XK і XF. Гама двигунів залишилась незмінною. Також це було останнє покоління, яке мало версію Daimler.

#### Двигуни
- 3.0 л AJ-V6 V6 238 к.с. 293 Нм
- 3.5 л AJ-V8 V8 258 к.с. 335 Нм
- 4.2 л AJ-V8 V8 298 к.с. 411 Нм
- 4.2 л Kompressor AJ-V8 V8 395 к.с. 541 Нм
- 2.7 л AJD-V6 V6 Diesel 207 к.с. 435 Нм

### Mark IV (X351)

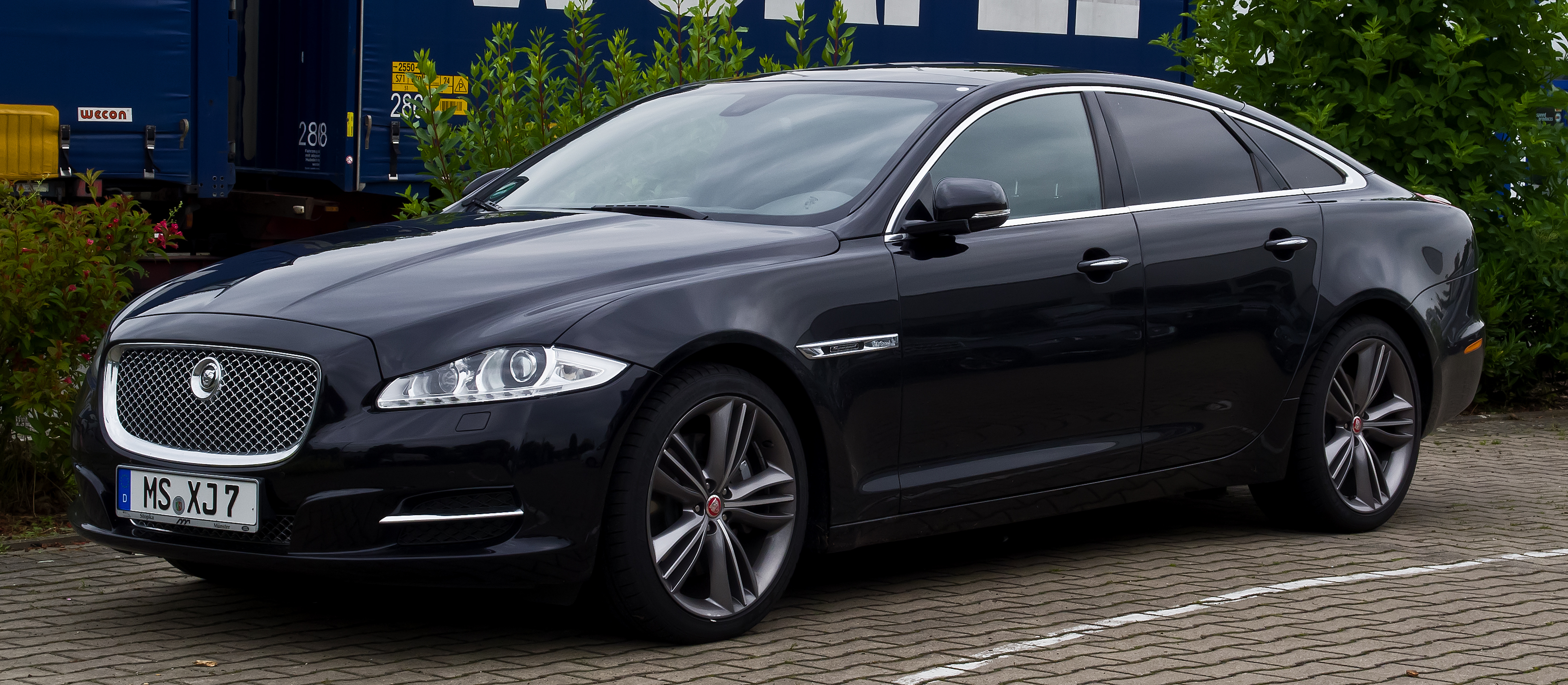
XJ X351

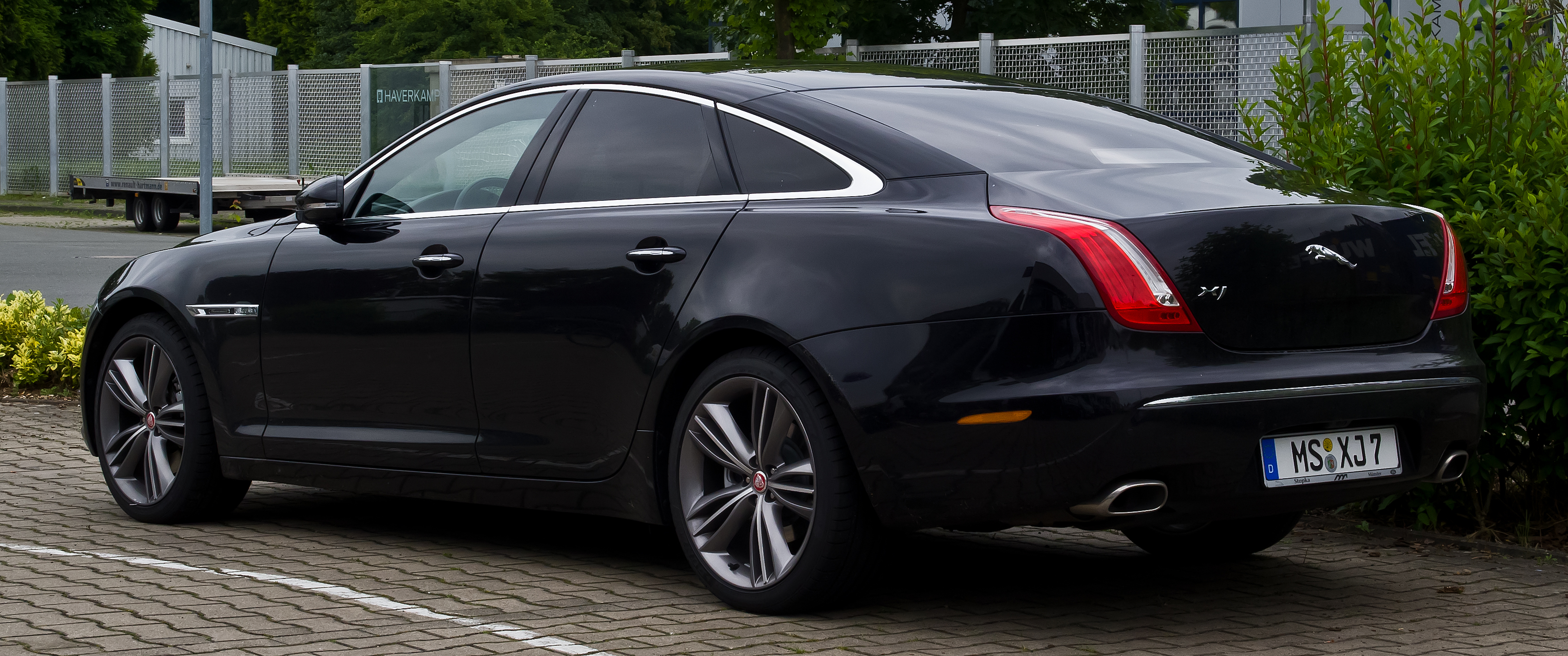
XJ X351

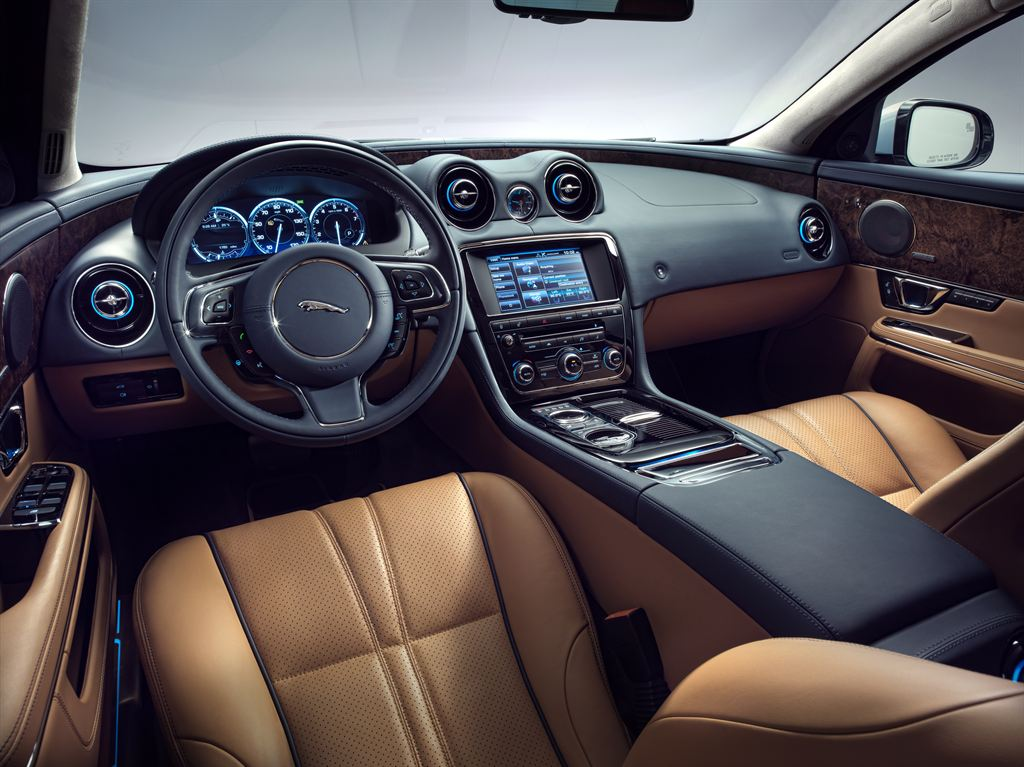
Салон X351

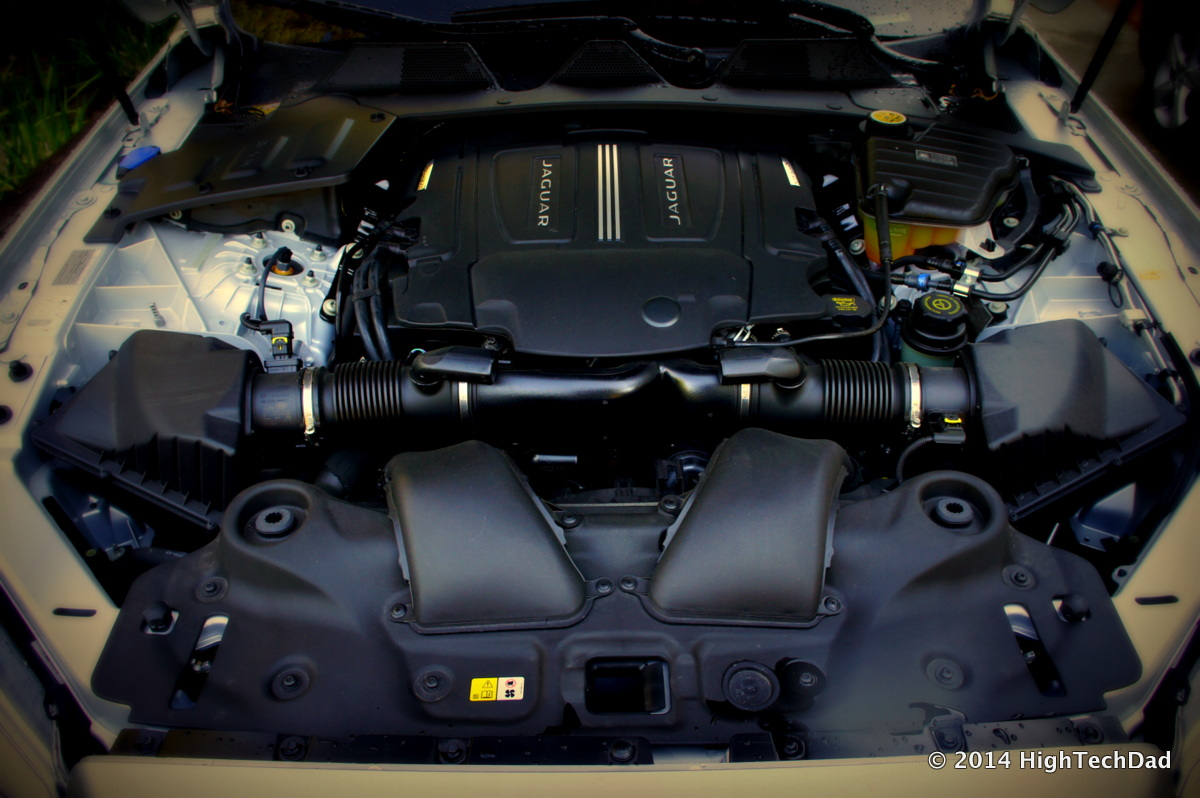
Двигун XJL Supercharged

У 2009 році дебютувало нове покоління Ягуарів XJ з присвоїним індексом X351, яке суттєво відрізняється дизайном від свого попередника. Над його дизайном працював відомий дизайнер Ян Каллум. Ця модель є більшою й ширшою за своїх попередників. Зникли традиційні віддільні чотири круглі фари, які були основою на всіх моделях XJ. Фасад показує її зв'язок з моделлю бізнес-класу XF, але з вужчими фарами і більш квадратною решіткою радіатора. Задня частина машини з вертикальними, ширяючими фарами мали вигляд котячих пазурів, була новизною на моделі. На даху машини був люк, який простягся на всю довжину даху.
Модель отримала цілком новий інтер'єр, який мав панель приладів з новим LCD-дисплеєм. Колір оббивки й дерев’яних вставок можна було обирати на свій смак.
Автомобіль оснащують новими бензиновими V8 об'ємом 5.0 л (атмосферний і компресорний) та дизельними V6 об'ємом 3.0 л.
У 2016 році лінійка Jaguar XJ поповнилась новою базовою моделлю XJ R-Sport. Його екстер’єр, також, змінився, завдяки зміні передньої частини корпусу, де тепер можна побачити світлодіодні фари. А салон отримав нову інформаційно-розважальну систему «InControl».

#### Двигуни
- 2.0 л Turbo I4 240 к.с. 340 Нм
- 3.0 л Kompressor AJ V6 340 к.с. 450 Нм
- 5.0 л AJ Gen III V8 385 к.с. 515 Нм
- 5.0 л Kompressor AJ Gen III V8 470-575 к.с. 575-700 Нм
- 3.0 л AJD-V6 V6 Diesel 275-300 к.с. 600-700 Нм

### Jaguar XJ (electric)
5 липня 2019 року Jaguar Land Rover підтвердив, що вони мають намір побудувати повністю електричний XJ седан на своєму заводі в Касл Бромвіч. Очікувалося, що автомобіль буде випущений в 2020 році. Були показані перші офіційні зображення задніх ліхтарів нового покоління.
15 лютого 2021 року Jaguar Land Rover оголосив, що проект All Electric XJ відкладено, оскільки він вже не є частиною бачення компанії.

## Премії
- 15 грудня 2010 британський журнал Top Gear присудив премію Ягуарові XJ «Найрозкішніший автомобіль 2010 року»[15]. Також цей журнал присудив премію "Інтер'єр 2009 року"[16].